# AEG
AEG (Allgemeine Elektrizitäts-Gesellschaft с нем. — «Всеобщая электрическая компания»), A. E. G («Всеобщая компания электричества» — Allgemeine Elektricitäts Gesellschaft) — немецкая компания (берлинская фирма), специализировавшаяся в области электроэнергетики, машиностроения, а также товаров для дома.
До и во время Первой мировой войны — один из крупнейших производителей оружия. В 1903 году вместе с Siemens & Halske основали компанию Gesellschaft für drahtlose Telegraphie, System Telefunken (хорошо известную как Telefunken). В 1918 году одна из трёх компаний, основавших немецкую судостроительную корпорацию Deutsche Werft. Оригинальное предприятие ныне не существует, но товарная марка AEG используется шведской машиностроительной корпорацией Electrolux (бытовая техника), а также китайской группой компаний Techtronic Industries, производящей электроинструменты.

## История

### Начало
Общество обязано своим появлением Эмилю Ратенау, который в 1883 году получил патенты на изобретения Томаса Альвы Эдисона для производства электрических ламп в Германии и открыл в Берлине с этой целью на улице Шлегельштрассе, дом № 26 небольшое исследовательское общество. В том же году эта компания стала называться Немецким эдисоновским обществом прикладного электричества.
Немецкое эдисоновское общество основало в Берлине в 1884 году «Городские Электростанции» — Städtischen Elektricitätswerke (A.G.StEW), которые с 1887 года назывались просто «Берлинские электростанции». Всё оборудование было поставлено «АЕГ».
С 1883 года по 1889 год директором Немецкого эдисоновского общества был мюнхенский инженер и последующий основатель Немецкого музея Оскар фон Миллер. В 1887 году Эмиль Ратенау пригласил на предприятие Михаила Доливо-Добровольского, который, являясь главным инженером, способствовал практическому применению технологии трёхфазного тока, разработав первый трёхфазный двигатель.
В 1891 году Миллер и Добровольский приехали во Франкфурт-на-Майне на Международную электротехническую выставку, где они продемонстрировали передачу трёхфазного тока на длинные расстояния: получаемый на электростанции в Лауффене на Некаре ток перемещался на 175 км во Франкфурт, где за счёт него горели 1000 лампочек на территории выставки и разработал искусственный водопад. Этот успех положил начало масштабной электрификации Германского Рейха переменным током и способствовал экономическому успеху «АЕГ».

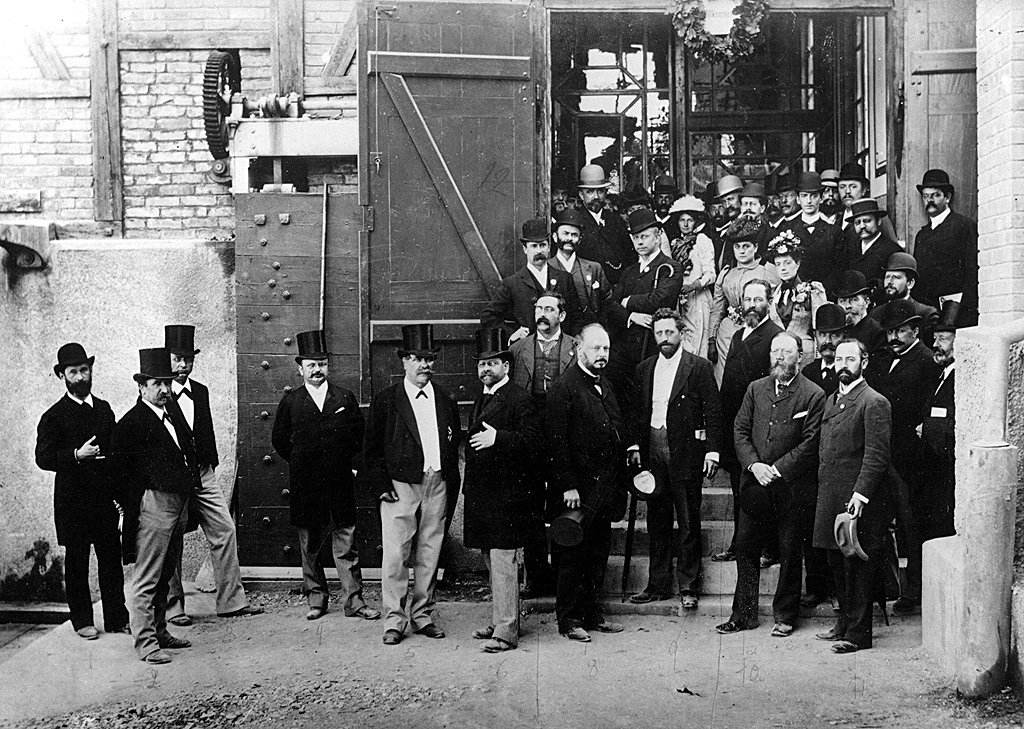
12 сентября 1891 г., Эмиль Ратенау (1 ряд, 6-й слева) в окружении других авторитетных лиц во время визита на первую электростанцию трёхфазного тока в Лауффене на Некаре, которая была создана для Международной электротехнической выставки

Первая производственная мастерская (с 1886/1887 гг.) находилась на ул. Шлегельштрассе 26/27 недалеко от вокзала Штеттинер. Там Немецкое эдисоновское общество под руководством Эмиля Ратенау начала производство лампочек. В 1887 году общество приобрело в берлинском районе Гезундбруннене земельный участок между улицами Акерштрассе, Фельдштрассе, Хермсдорфер Штрассе (сегодня это Макс-Урих-Штрассе) и Хусситенштрассе, на котором раньше находился Веддингский машиностроительный завод Вильгельма Веддинга.
В 1887/1888 году мастера-ремесленники Х. Телеман и Х. Бюттнер, К. Хайдеке и архитектор А. Зоедер построили все дополнительные помещения. В том же году помимо реорганизации и расширения ассортимента продукции состоялось переоформление фирмы во Всеобщую электрическую компанию, сокращённо «АЕГ». Пауль Троп начал свои работы для «АЕГ» в 1889/1890 и вёл их до 1893, а Франц Швехтен спроектировал фасады, выходящие на улицы Акерштрассе и Хусситенштрассе в 1894—1895 годах. Пятиэтажное кирпичное здание до сих пор стоит по периметру ареала. В 1894 г. была выкуплена территория бывшего берлинского скотного рынка между улицами Хусситенштрассе и Брунненштрассе.

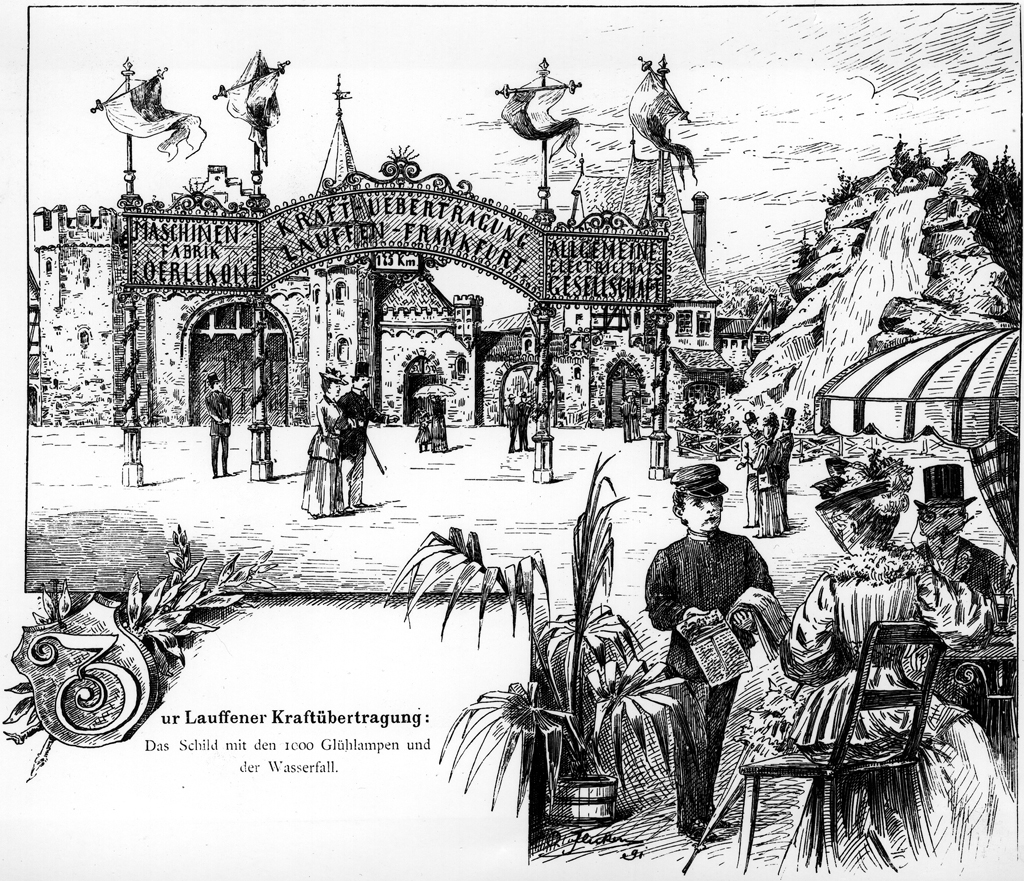
Современная литография, показывающая вход на электротехническую выставку 1891 г. с аркадной аркой (1000 лампочек) и искусственным водопадом, который работал от насоса мощностью 100 кВт.

Там был проложен рельсовый путь, соединяющийся с берлинской железнодорожной сетью, однако, рельсового пути между заводом и территорией бывшего скотного рынка ещё не было. Поэтому в 1895 году между обеими территориями была проложена подземная железная дорога в специально созданном для этого туннеле длиной 270 метров. Имея две конечные станции, расположенные над землёй, подземная железная дорога служила для транспортировки грузов и персонала. Строительство туннеля было выполнено фирмой «Сименс & Хальске» (S & H) под руководством К.Швебеля и Вильгельма Лаутера, которые позже проектировали Штралауский туннель под рекой Шпрее для пассажирского транспорта.
Под напором кайзера Вильгельма II AEG и S & H создали в Берлине 27 мая 1903 года общество с ограниченной ответственностью по беспроводной телеграфии — «Систем Телефункен», уставный капитал которого состоял из двух равных долей и составлял 300 000 золотых марок.

### Питер Беренс и корпоративный стиль
В 1907 году компания AEG назначила архитектора Петера Беренса художественным консультантом. Он отвечал за дизайн всех товаров, графику, рекламные средства и архитектуру. Беренс сформировал основу программы промышленного дизайна и корпоративной айдентики. Разработанный им внешний вид таких товаров, как настенные или цеховые часы, либо чайники, сформировал основу и базовые принципы современного промышленного дизайна. Предложенные им проекты были просты и лаконичны по своему дизайну. Они маркировали переход к простому функциональному дизайну. Дизайн, предложенный Беренсом в начале XX века сохранял свою актуальность до конца 1930 годов.

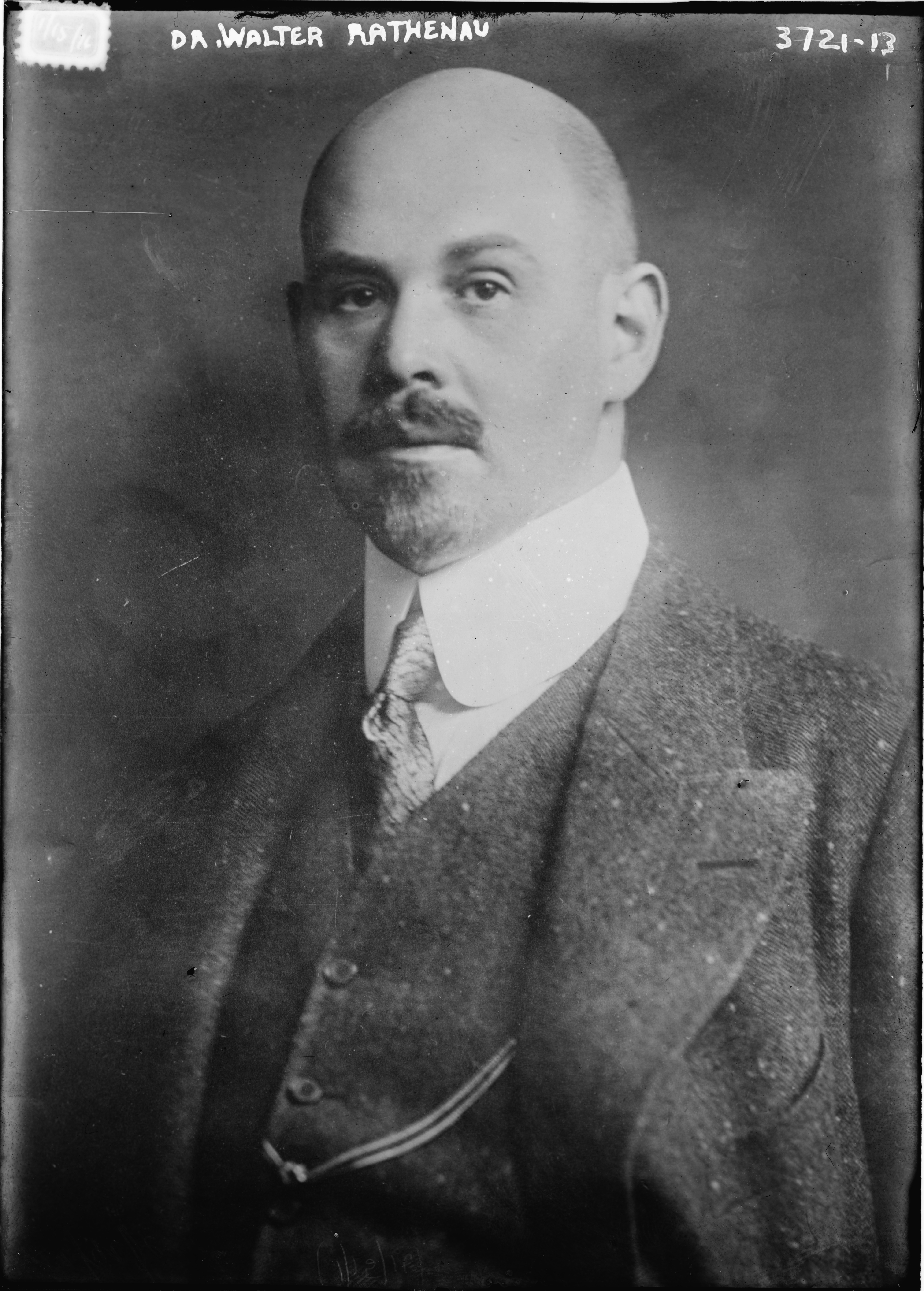
Вальтер Ратенау
Председатель наблюдательного совета «АЕГ» с 1912 года

Деятельность общества вскоре распространилась на все сферы сильноточной электротехники, в частности на осветительные приборы, электродвигатели, электрические железные дороги, электрохимическое оборудование, кроме того, на изготовление паровых турбин, дизельных двигателей, автомобилей, кабелей и проводниковых материалов. В первые десятилетия общество владело несколькими заводами в Берлине и его окрестностях:

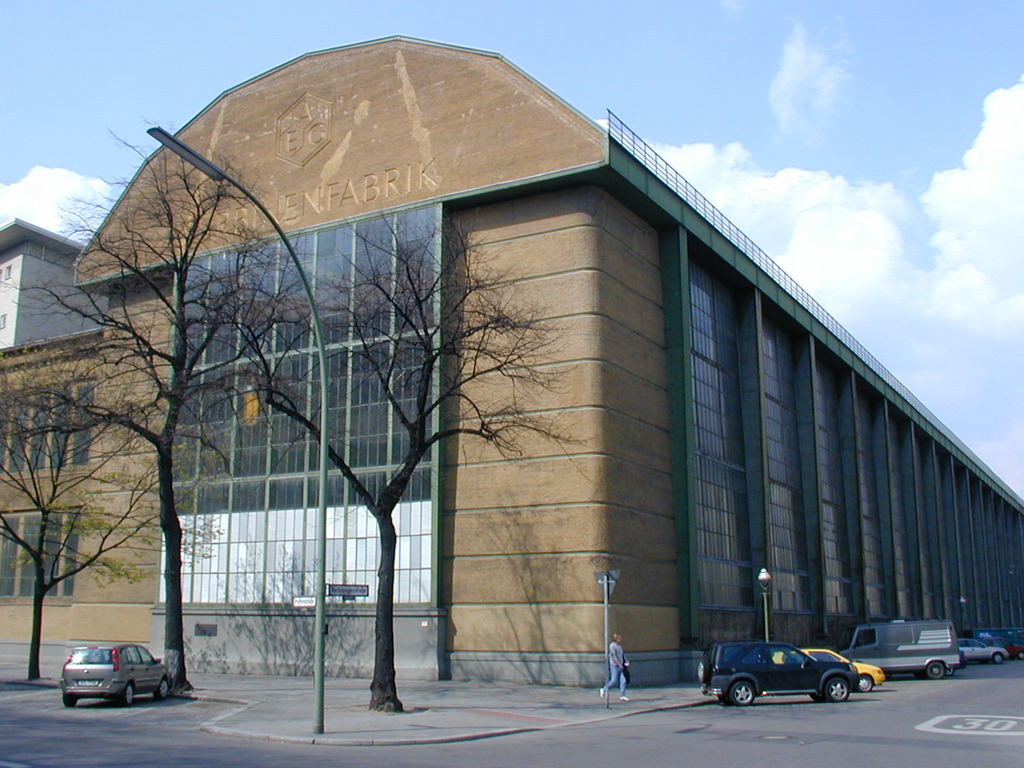
Турбиностроительный завод (1909г.) Берлин-Моабит, Хуттенштрассе 12-16

## Хроника

### От основания до 1941 года
В 1883 году немецкий инженер и предприниматель Эмиль Ратенау приобретает патент у Томаса Эдисона на производство электрических ламп. В том же году основывается Deutschen Edison-Gesellschaft für angewandte Elektricität (рус. Немецкое эдисоновское общество прикладного электричества).

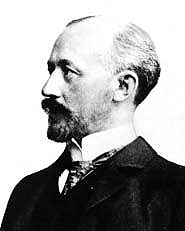
М. О. Доливо-Добровольский

Однако уже в 1887 компанию реструктуризируют и меняют название на Allgemeine Elektricitäts Gesellschaft, сокращённо AEG. Также в 1887 году в компанию приглашается работать российский электротехник и изобретатель Михаил Осипович Доливо-Добровольский. Именно в AEG он сделал свои главные изобретения: асинхронный двигатель с короткозамкнутым ротором, трёхфазный трансформатор, фазометр, стрелочный частотомер. А также фундаментально усовершенствовал трёхфазную систему тока, предложенную Теслой.
В 1891 году, работая на AEG, Михаил Осипович поразил гостей Международной электротехнической выставки, проходящей в городе Франкфурт-на-Майне. От небольшой гидроэлектростанции, построенной на реке Неккар близ местечка Лауфен, была осуществлена первая передача электрической энергии переменного тока на невиданное до этого расстояние — 175 км. Это событие назвали Лауфен-Франкфуртская электропередача. От этой линии на выставке работала 1000 лампочек, а также насос, подававший воду на искусственный водопад. Сделав это под эгидой AEG, Михаил Осипович дал компании экономический толчок, а также положил начало масштабной электрификации Германии переменным током. Позднее, в 1909 году Михаил Осипович Доливо-Добровольский становится техническим директором AEG и остаётся им до самой смерти в 1919.
Компания начала активно работать в области электрификации и вскоре составила конкуренцию другому промышленному гиганту Siemens & Halske. После возникшего между ними патентного спора по личному указу кайзера Вильгельма II создаётся предприятие Telefunken. Позднее, в 1941 году AEG выкупит долю акций Siemens & Halske (50 %) и со 100 % сделает Telefunken полностью подконтрольным дочерним предприятием.
Важную роль в становлении компании сыграл дизайнер и архитектор Петер Беренс. Он спроектировал в едином стиле не только заводские и офисные здания, но и точки розничной продажи, офисную мебель, рекламные щиты, а также некоторую продукцию (фен, вентилятор). Петер Беренс стал первым корпоративным дизайнером в мире, а также считается основоположником современного промышленного дизайна. Будучи типографом, Петер Беренс понимал важность стиля написания букв, из которых состоял логотип компании. Он разработал свой логотип, и несмотря на то, что в последующем он неоднократно менялся, шрифт букв по сей день остаётся таким, каким его создал Беренс.
Вскоре деятельность компании распространилась на все области электроэнергетики: лампы, электродвигатели, паровые турбины, дизельные двигатели, электрохимия и кабели.
- 1897 год. Создание дочерней фирмы «КВО Кабельверк Обершпрее» (KWO Kabelwerk Oberspree) и приобретение крупной территории под застройку в автономной в то время сельской общине Обершеневайде. Начало строительства производственных и подсобных зданий по проектам архитектора Петера Беренса

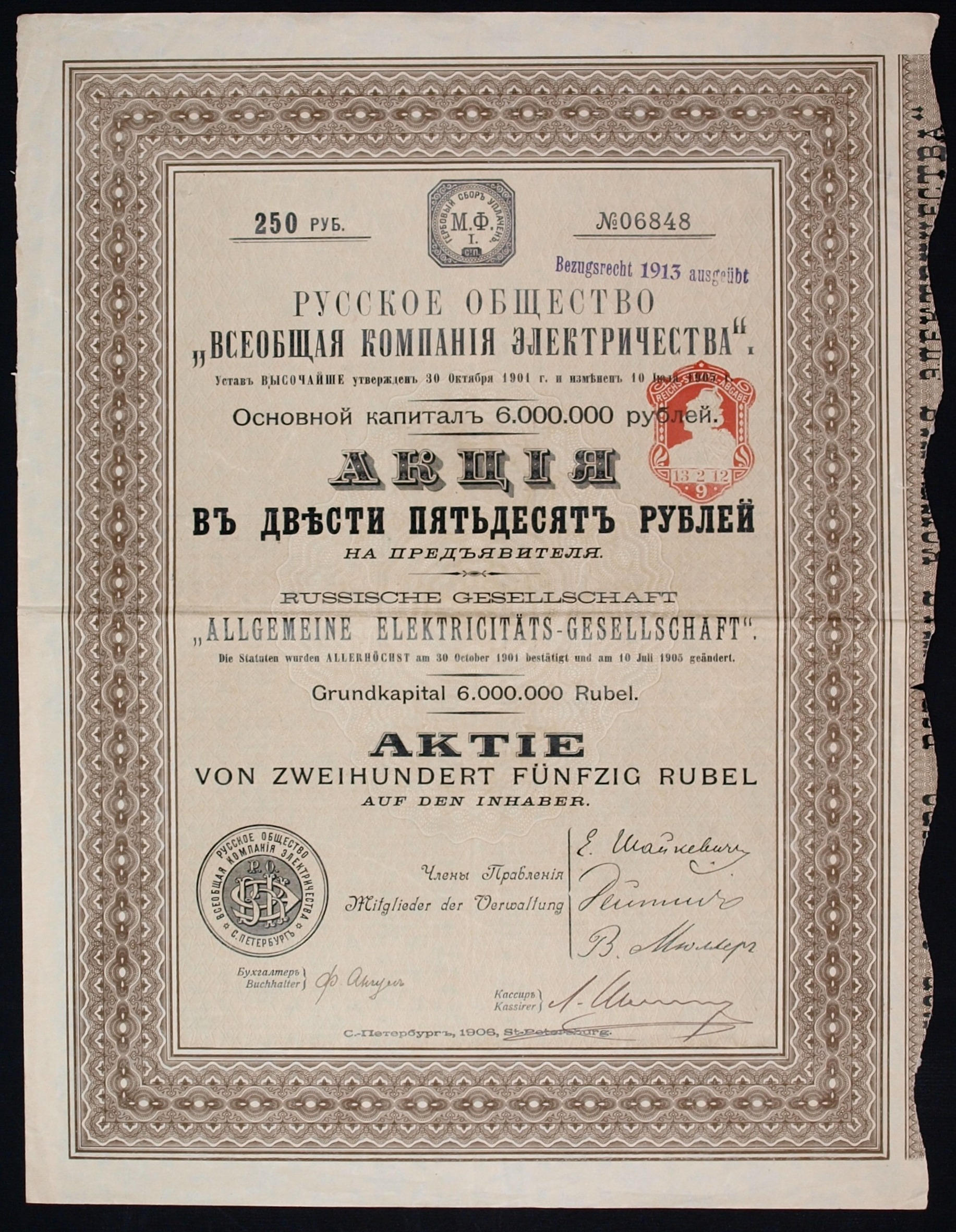
Русское общество «Всеобщая компания электричества», С.-Петербург, 1906, акция в 250 руб.

- 1898: Параллельное учреждение Российского Общества «Всеобщая компания электричества» с целью освоения российского рынка состоялось 11 января 1898 г. В 1902 г. состоялось преобразование в российское АО.
- 1899 год. Начало производства ламп Нернста. 10 октября 1899 года «АЕГ» становится членом-учредителем исследовательского общества электрических скоростных железных дорог в Берлине. Целью предприятия является сбор практического опыта с высокими скоростями при электротяге.
- 1900 год. Изобретение прибора для сушки волос. В 1909 году «АЕГ» зарегистрировала за собой права на использование слова «фен» в буквенном и графическом виде. Сейчас для прибора для сушки волос марки «АЕГ» применяется зарегистрированный в 1941 году буквенный и графический товарный знак FOEN.
- 1901 год. «Новое автомобильное общество АГ» (НАГ) начало производство моторных транспортных средств в механической мастерской кабельного завода Обершпрее в Обершеневайде.
- 1903 год. Продолжительные споры из-за патентов с фирмой «Сименс & Хальске» были улажены путём создания совместно управляемого «Общества с ограниченной ответственностью по беспроводной телеграфии» — «Систем Телефункен».
- 1904 год. Слияние «АЕГ» с Общесоюзной электрической компанией" (УЕГ)
- 1906 год. Спроектированный Альфредом Месселем «офис АЕГ» на улице Фридрих-Карл-Уфер 2/4 (с 1951 года: Капелле-Уфер) в Берлине-Митте стал новым центральным офисом концерна
- 1910 год. Первые шаги в отрасли самолётостроения путём создания специального отдела (Хеннигсдорф в Берлине). Строительство новых зданий на территории фирмы в Обершеневайде, в том числе с участием архитектора «АЕГ» Эрнста Цизеля и инженера-строителя Герхарда Менша.
- 1915 год. Эмиль Ратенау, основатель «АЕГ», скончался в возрасте 76 лет от последствий сахарного диабета (которые привели, в том числе, к ампутации ноги) 20 июня 1915 г. в Берлине. Его сын Вальтер Ратенау взял на себя управление «АЕГ», которое продлилось до момента его насильственной смерти 24 июня 1922 г. Председателем Совета директоров с 1915 г., а затем председателем правления общества становится Феликс Дойч (до 1928 г). С 1928 по 1947 гг. концерном «АЕГ» управлял Херманн Бюхер.
- 1926 год. Концерн выкупил земельные участки на улице Хофманнштрассе 17-23 (с декабря 2010 — это улица Мартин-Хоффманн-Штрассе) в районе Берлина Альт-Трептов и возвёл там по проектам Эрнста Цизеля приборостроительные заводы Трептов (АТ), на которых в 1928 году работало уже 4000 человек. На этих заводах выпускались электрические коммутационные аппараты, измерительные приборы (электрические счётчики), радио, а также реле и ртутные выпрямители. За несколько месяцев до окончания войны заводы были на 80 % разрушены, а в 1948 году приборостроительные заводы Трептов были переименованы в заводы электроприборов Берлин-Трептов (ЕАВ) под управлением Советского акционерного общества (САГ). После перехода в собственность ГДР в 1954 году эти заводы стали называться Народным предприятием — заводами электроприборов Берлин-Трептов Фридриха Эберта (VEB Elektro-Apparate-Werke Berlin-Treptow «Friedrich Ebert»).
- 1927 год. Берлинское демонстрационно-торговое здание на улице Луизенштрассе 35 было разрушено в результате пожара, случившегося 15 сентября.
- 1928 год. Вместо него стали использоваться площади построенного в 1908 году пассажа Фридрихштрассе (в котором до 1914 года размещался торговый дом Вертхайм) между улицами Ораниенбургерштрассе и Фридрихштрассе (общей площадью 10500 м2), которые и стали новым демонстрационно-торговым домом. Этот центр был назван Домом техники. Там, на улице Фридрихштрассе 110—112 в апреле 1939 года почта Рейха организовала четвёртый «видеотелефонный пункт» Берлина (можно найти информацию по запросу История телевидения в Германии). Остатки прежнего торгового дома «АЕГ» в период времени с 1990 по 2012 год были заняты Культурным центром и домом искусств Тахелес.
- 1929—1930 гг. американский электротехнический и медиаконцерн «Дженерал Электрик» выкупил по курсу в 200 % основные акции «АЕГ» номинальной стоимостью в 30 миллионов имперских марок, что составило 27,5 % от основного капитала, и направил пять человек в наблюдательный совет «АЕГ».
- 1933 год, февраль. После тайной встречи Гитлера с промышленниками 20 февраля 1933 года компания пожертвовала деньги НСДАП на предвыборную агитацию.
- 1935 год. Презентация первого в мире аппарата магнитной записи — магнитофона К1 на Большой Немецкой Радиовыставке в Берлине. Были приобретены локомотивные заводы Борзиг, однако локомотивостроение было позже переведено в Хеннигсдорф.
- 1938 год. После прекращения деятельности своего автомобильного подразделения «АЕГ» создала в здании бывшей фирмы «НАГ» на улице Остэндштрассе в Обершеневайде трубный завод Обершпрее (РФО), который среди прочего изготавливал специальные электронные лампы для радиолокаторов, спроектированных для вермахта в обществе по производству электроакустических и механических приборов (GEMA) в Кепенике. С 1946 году фабрика продолжила свою деятельность под именем «завод Обершпрее», в 1951 году была переименована в Завод связи и, наконец, в 1960 году в Завод радио- и телевизионной электроники.
- 1941 год. «АЕГ» выкупила у фирмы «Сименс & Хальске» долю в компании «Телефункен», которая стала 100%-ной дочерней фирмой предприятия. «Сименс & Хальске» получила разрешение использовать патенты «Телефункен» до конца войны.

### Вторая мировая война
- Во время Второй мировой войны вермахт активно использовал инфракрасные приборы ночного видения производства компании Allgemeine Electricitats-Gesellschaft[3]. Первыми их получила немецкая противотанковая артиллерия и с 1944 года расчёты орудий Pak 40 имели возможность вести борьбу с тяжёлой бронетехникой в темноте на расстоянии до 400 метров[3]. Следующим шагом стали приборы инфракрасного видения Sperber FG 1250, которые способствовали последнему успешному наступлению германских танковых войск в районе озера Балатон (Венгрия, 1945 год)[3]. Так как чувствительность этих приборов оставляла желать лучшего, в целях обеспечения ИК-подсветки танковым подразделениям придавались дополнительные силы в виде мощных шестикиловаттных прожекторов Uhu («Филин») на бронетранспортёрах SdKfz-250/20 (по одному на пять танков)[3]. Использование ИК-фильтров позволяло освещать ночную местность инфракрасным излучением и различать советскую технику на дальности вплоть до 700 метров, однако их эксплуатация сильно затруднялась чувствительностью оптического люминофора к ярким вспышкам, которые приводили к сильной засветке аппаратуры или даже выходу её из строя[3]. Появление этих приборов стало одной из причин массового задействования советскими войсками зенитных прожекторов при ночном форсировании Одера и при штурме Берлина[3]. В дополнение к прицельному оборудованию, для ночного вождения на командирской башенке немецких «Пантер» устанавливался двухсотваттный ИК-прожектор, который позволял механику-водителю танка управлять машиной по указаниям командира экипажа[3].
- AEG участвовала в разработке радиостанции «Голиаф», построенной в 1943 году у немецкого города Кальбе в для нужд Кригсмарине. После войны радиостанция была демонтирована и вывезена в СССР, где в 1952 году вновь смонтирована, поставлена на боевое дежурство и используется поныне в качестве компоненты системы точного времени «Бета».

### Послевоенные годы

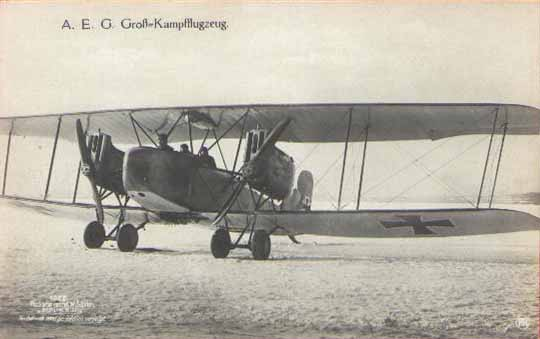
Бомбардировщик фирмы AEG времён Первой мировой войны

- 1945 год После Второй мировой войны центральный офис концерна, дом «АЕГ» на улице Фридрих-Карл-Уфер, был почти целиком разрушен и находился к тому же в советском секторе Берлина. Завод в Хеннигсдорфе был изъят советским военным командованием в Германии (СМАД) и в 1948 году превратился в Народное предприятие по локомотивостроению — Электротехнические Заводы Хеннигсдорфа. Кабельный и трансформаторный заводы Обершпрее (КВО и ТРО) в Берлине-Обершеневайде, а также приборостроительная фабрика Трептов также стали сначала Советскими акционерными обществами (САГ), а затем — Народными предприятиями. Воссоздать концерн из разделённого города было нельзя, в том числе из-за начавшейся в середине 1948 года блокады Берлина. Управление фирмой, то есть теми её частями, которые не были изъяты, было переведено в Гамбург.

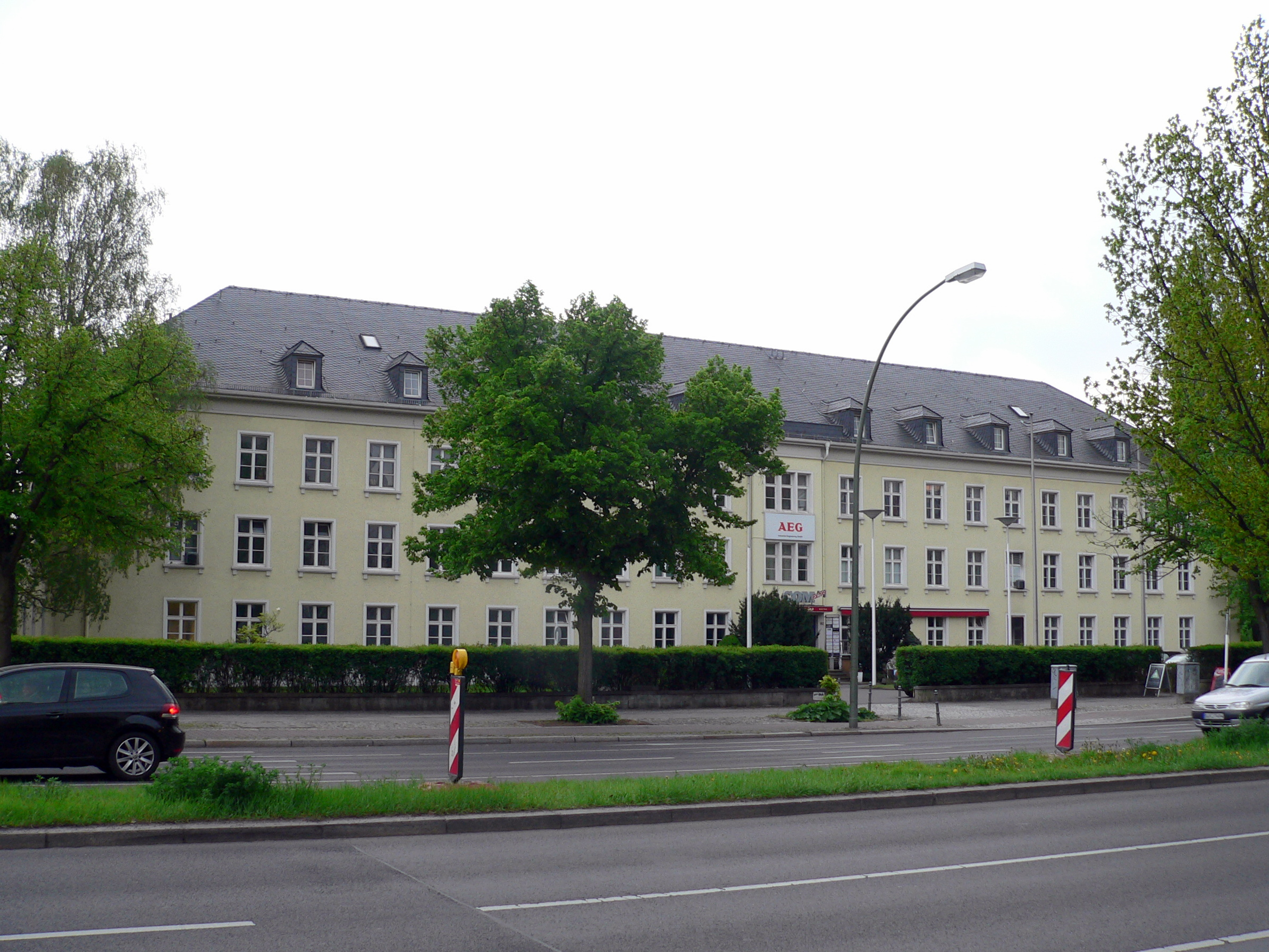
Отдел сбыта в Берлине на улице Хоэнцоллерндамм 152, снимок сделан в 2010 году

- 1948—1950 годы В районе Берлина Шмаргендорф на улице Хоэнцоллерндамм 150—152 в протяжённом комплексе зданий бывшего районного военного комиссариата III вермахта был организован сектор для различных сфер деятельности и бюро сбыта. После утраты кабельного и трансформаторного завода на крупнейшей точке Обершеневайде в компании «АЕГ» было полностью прекращено производство кабелей, а на улице Брунненштрассе (район Веддинг) было заново организовано изготовление силовых трансформаторов. После возобновления производства в Западном Берлине, Нюрнберге (бытовые приборы), Штутгарте (электроинструменты) и Мюльхайме на Руре (ремонтный завод высоковольтных трансформаторов) в Западной Германии возникли новые заводы, среди которых был завод счётных устройств в Хамельне (с мая 1946 года), который впоследствии изготавливал также предохранительные автоматы и технические светильники, и насчитывал в 1963 году ровно 2500 сотрудников. Многие из новых фабрик, например, переехавшие из Эрфурта заводы «Олимпиа» по производству конторских компьютеров, сначала размещались в бывших зданиях вермахта, которые всё же не очень подходили для производства и на протяжении нескольких лет приносили компании «АЕГ» убытки в борьбе с конкурентами.
- 1948 год Фабрика «АЕГ» в Касселе, расположенная по адресу: Лилиентальштрассе 150, была запущена в цехах бывшего моторостроительного завода Касселя. Первым было запущено производство высоковольтных распределительных устройств, затем последовало начало изготовления холодильных приборов, билетопечатающих машин, фабрика изоляционных материалов, а также был создан всемирно признанный Высоковольтный институт. В ранние 1960-е годы в различных секторах завода в Касселе работало более 5000 человек.
- 1951 год Высотка «АЕГ» на улице Теодор-Штерн-Кай во Франкфурте-на-Майне стала новым центральным офисом предприятия. Завод в Ольденбурге изготавливал маломощные двигатели и бытовые приборы, число работников составляло в 1963 году ровно 2650 человек. Численность занятых на предприятиях концерна возросла с 20 900 человек в сентябре 1948 года до 55 400 человек в сентябре 1957 г. В том же году оборот впервые превысил один миллиард немецких марок. Однако, высокие расходы на строительство новых зданий «АЕГ» (с 1948 по 1956 годы было затрачено более 500 миллионов марок) существенно сказывались на балансе предприятия.
- 1958 год Предприятие представляет первую стиральную машину-автомат — «Лавамат». В рекламе бытовых приборов «АЕГ» впервые используется слоган «AEG — Aus Erfahrung Gut verwendet» (АЕГ — Опыт гарантирует добротное использование), на основе которого в народе образовались пародии «Всё — хлам, но покатит», или «Снять упаковку, включить, гарантийный случай/не работает», или «Общество металлолома».
- 1960 год В Берлине была воздвигнута высотка «Телефункен» для использования в качестве центрального офиса дочерней фирмы «АЕГ Телефункен». После слияния обоих предприятий и образования «АЕГ-Телефункен АГ» она использовалась и дальше, пока не была продана в 1975 году берлинскому сенату.
- 1962 год На концерне «АЕГ» в Федеративной республике было занято 127 000 человек, а годовой оборот составил 3,1 миллиарда немецких марок. В феврале 1962 года «АЕГ» открыла в Шпринге новую фабрику по производству регулирующих и управляющих устройств, на которой трудилось 200 человек. Был получен патент на изобретение Вальтера Бруха («Телефункен» в Ганновере) — систему цветного телевидения PAL.
- 1966 год В Берлине в районе Веддинг было завершено создание крупнейшего механического цеха в районе Брунненштрассе. В то время он считался самым крупным цехом этой отрасли в Европе (длина 175 м, ширина 45 м, высота 26 м) и за счёт четырёх соединяемых подкрановых путей позволял изготавливать двигатели и генераторы высокой мощности весом до 400 тонн для мирового рынка. На закладке фундамента присутствовал тогдашний министр юстиции США, Роберт Ф. Кеннеди. Цех был снесён после закрытия производственной фабрики на Брунненштрассе в 1986 году. На этой улице были построены новые здания (Сименс Никсдорф), которых сейчас тоже больше нет.
- 1967 год Слияние с «Телефункен» и реорганизация в фирму «Всеобщая электрическая компания АЕГ-Телефункен», местонахождение во Франкфурте-на-Майне.

### Упадок
- 1970 год «АЕГ-Телефункен», насчитывая 178 000 сотрудников, стояла на двенадцатом месте в списке крупнейших электротехнических предприятий мира. Однако, кризис на предприятии уже наметился. Среди прочего, предприятие пострадало из-за нескольких провальных проектов, например, строительства автоматического багажного конвейера в аэропорту Франкфурта-на-Майне и начала строительства атомных электростанций. Разработанная фирмой «АЕГ» в 1960-х годах линия реакторов кипящего типа в итоге не нашла популярности на рынке. В частности, атомная электростанция Вюргассен, запуск которой откладывался в течение нескольких лет из-за целого ряда технических проблем, стоила «АЕГ» сотни миллионов марок. Помимо таких технических проблем основной причиной провала было хаотичная финансово-плановая система. Плановая документация была излишне подробной и оттого непонятной. Во Франкфурте-на-Майне находился раздутый неэффективный центральный офис, насчитывающий почти 1000 сотрудников. Прибыли и убытки различных сфер деятельности сводились в бухгалтерии таким образом, что в итоге, по инсайдерским данным, ни одна отрасль не показывала фактические прибыли. С такими проблемами столкнулась не только «АЕГ». (см. также упадок компаний «Боргвард» и «Вулкан-верфь».)
- 1972 год Концерн в последний раз выплатил дивиденды. Сектор бытовой радиоэлектронной аппаратуры был выделен в отдельную фирму «Телефункен Фернзе унд Рундфунк ГмбХ» с офисом в Ганновере. Затем то же самое произошло с сектором компьютерной техники: сначала сектор супер-ЭВМ (TR 4, TR 10, TR 440) был выделен в кооперацию с фирмой «Никсдорф Компьютер» под именем «Телефункен Компьютер ГмбХ», а два года спустя продан фирме «Сименс» (Компьютер Гезелльшафт Констанц). Сектор управляющих вычислительных машин (TR 84, TR 86, AEG 60-10, AEG 80-20, AEG 80-60) был включён в сектор автоматизированной техники (с 1980 года — АТМ Компьютер ГмбХ).
- 1975 год Высотка «Телефункен» на площади Эрнст-Ройтер-плац в Берлине была продана берлинскому сенату. Здание уже было ранее передано в аренду Берлинскому техническому университету.
- 1976 год Чтобы обойти паритетное участие рабочих в наблюдательном совете, Вальтер Ципа (дипломированный геолог и руководитель «АЕГ» с 1976 по 1980 гг.) помимо обоих автономных предприятий «АЕГ Хаусгерэте ГмбХ» и «Телефункен Фернзе унд Рундфунк ГмбХ» открыл дополнительно четыре так называемые «Общества по управлению предприятием» в форме акционерных обществ, которые на 100 % являлись дочерними фирмами концерна (цифры в скобках показывают долю от оборота концерна в 1980 году):
- АЕГ-Телефункен Анлагентехник АГ (37 %)
- АЕГ-Телефункен Сериенпродукте АГ (16 %)
- АЕГ-Телефункен Коммуникационстехник (6 %)
- Олимпиа Верке АГ (сектор офисной техники, 7 %)
- АЕГ-Хаусгерэте ГмбХ (12 %)
- Телефункен Фернзе унд Рундфунк ГмбХ (12 %)
- 1979 год Из-за юридических нюансов Европейского сообщества предприятие было реорганизовано в акционерное общество «АЕГ-Телефункен» с одновременной отменой дополнительного принятого ещё в 1887 году наименования «Общая электрическая компания».
- 1980 год 1 февраля Хайнц Дюрр стал председателем совета директоров (до 1990 г.)
- 1982 год 9 августа менеджмент концерна был вынужден заключить мировое соглашение в административном суде Франкфурта-на-Майне. Концепт санации, предусматривающий федеральные гарантии в 600 млн марок и новые кредиты размером 275 млн марок, сначала развалился из-за разногласий банков. Затем консорциум банков выделил концерну «АЕГ» управленческий заём размером 1,1 млрд марок до июня 1983 г. Из этой суммы в распоряжение сразу было получено 700 млн марок, а 400 млн марок — после согласия государства дать поручительство. Судебным исполнителем был юрист Вильгельм Шааф. Вследствие примирительного производства «АЕГ» (с августа 1982 по октябрь 1984) произошёл отказ от других существенных ключевых сфер деятельности. Причём затронуты были не только акционерное общество «АЕГ-Телефункен АГ», но и дочерние компании «Кюпперсбуш АГ» в Гельзенкирхене, «Херманн Цанкер Машишенфабрик ГмбХ & Ко. КГ» в Тюбингене и «Карл Нефф ГмбХ» в Бреттене. Мебельные заводы «Ально-Мебельверке ГмбХ & Ко. КГ» в Пфуллендорфе снова были переданы в управление участнику с меньшей долей — семье Нотдурфт и вычленены из концерна. Поставщики «АЕГ» тоже были вынуждены объявить о банкротстве (например, мебельные фабрики «Бехер & Ко. Мебельфабрикен КГ» в Бюлертанне). Такой результат был вызван в том числе несоразмерными закупками предприятия и отсутствием непрерывности политики предприятия. В результате примирительного производства среди прочего состоялась продажа площадей машиностроительной фабрики на улице Брунненштрассе в тогдашнем берлинском районе Веддинг. Так машиностроительные фабрики перешли в пользу компании «Ллойд Динамоверке» в Бремене (среднемощные машины), фабрики «АЕГ» в Эссене (крупные машины) и предприятия «Баукнехт» (микромашины). Для находящихся на этом же участке фабрик преобразователей и железнодорожных путей были построены новые заводы в берлинских районах Мариенфельде и Шпандау. Вычислительный центр и институт автоматизации были перенесены в другие пункты.
- 1983-1984 гг. Сектор бытовой радиоэлектронной аппаратуры («Телефункен Фернзе унд Рундфунк ГмбХ») продан французскому государственному концерну «Томсон-Брандт», который в результате объединил производство с компаниями «САБА» и «Нордменде».
- 1985 год Переход в собственность «Даймлер-Бенц АГ». Наименование снова звучало «акционерное общество АЕГ», логотип см. выше. Так предполагалось лучше представить идею председателя правления «Даймлер-Бенц» Эдцарда Ройтера (с 1987 года председатель совета директоров компании «Даймлер-Бенц»), который из обоих предприятий хотел создать «интегрированный технологический концерн».
- 1988 год По случаю празднования 60-летия исследовательского института «АЕГ» компания учредила премию Карла Рамзауэра.
- 1990 год Сектор железнодорожного строительства — «АЕГ Вестингхаус Транспорт-Системе ГмбХ» (офис в Берлине) недолгое время сотрудничал с фирмой «Вестингхаус Транспортейшн Системс Инк.» в Питтсбурге, США.
- 1992 год Слияние сектора железнодорожного строительства с локомотивостроительным заводом «Электротехнише Верке» в Хеннигсдорфе, откуда впоследствии возникла компания «АЕГ Шиненфарцойге ГмбХ». Шведская группа предприятия «Атлас Копко» приобретает фирму «АЕГ Электроверкцойге ГмбХ».
- 1994 год Продажа отдела автоматизированной техники (Модикон) фирме «Шнайдер Электрик», а фирмы «АЕГ Хаусгерэте Гмбх» — компании «Электролюкс».
- 1995 год Фирма «АЕГ Шиненфарцойге ГмбХ» после переноса производственной фабрики, которая была в Шпандау, в Хеннигсдорф перешла в собственность компании «АББ Даймлер-Бенц Транспортейшн» (Адтранц), а потом вместе с ней 1 мая 2001 года в фирму «Бомбардир Транспортейшн», однако всё ещё была зарегистрирована в торговом реестре под номером HRB 2889 в Потсдаме с офисом в Хеннигсдорфе (по состоянию на август 2008 г.)
- 1996 год Продажа девяти средних компаний фирме «Элексис Электрохолдинг ГмбХ» (переименована в 1998 году в «Элексис АГ»).

Переход фирмы «АЕГ Анлаген унд Аутоматизирунгстехник» в собственность компании «Сегелек». Переход фирмы «АЕГ Энергитехник» (АЕГ Т&Д) в собственность фирмы «ГЕК-Альстом».
По решению общего собрания участников компании «Даймлер-Бенц АГ» под председательством Юргена Шремппа состоялось слияние убыточного концерна с «Даймлер-Бенц АГ». Новые предприятия либо уже существующие (например, ДАСА) должны были продолжить различные сферы деятельности прежнего концерна «АЕГ». 2 октября 1996 г. более чем через 113 лет история предприятия фирмы АЕГ была зачёркнута в торговом реестре.

### АЕГ Конденсаторен унд Вандлер ГмбХ
В 1996 году в Берлине была основана фирма «АЕГ Конденсаторен унд Вандлер ГмбХ» (АЕГ КУВ ГмбХ). Предприятие отсылает к истокам существующей с 1899 года на улице Дронтхаймер Штрассе (район Гезундбруннен — раньше Веддинг) фирмы «Гидраверк АГ», которая занималась изготовлением конденсаторов и сухих выпрямителей.
С 1940 годов все акции «АЕГ» были в собственности фирмы «Гидраверк АГ». В 1996 году после ликвидации «АЕГ» фирма перешла к британской фирме «Элексис» и осталась ведущим производителем металлобумажных конденсаторов для бытовых приборов. В конце 1998 года фирма «АЕГ КУВ ГмбХ» были продана фирме «Берлинер КуВ Конденсаторен унд Вандлер Бетайлигунгс ГмбХ», предприятию бывших менеджеров компании «АЕГ КВУ ГмбХ».
В интернете можно найти старую презентацию этой фирмы. Фирма «АЕГ КУВ ГмбХ» была вовлечена в 2000—2002 гг. в скандал, связанный с передачей фабрики конденсаторов в Словении. Как следствие, не обошлось без упрёков в преднамеренном обмане и безалаберности, сознательном приведении предприятия в Семиче к банкротству. В конце концов, фирма была выкуплена банковским концерном «Хипо Альпе Адриа» и с тех пор находится в словенской собственности. «АЕГ КВУ ГмбХ» прекратила в 2002 году производство и сбыт конденсаторов. Номенклатура изделий перешла к фирме «Эпкос АГ». В марте 2003 года машиностроительный завод в Райнхаузене (МР) заявил о покупке «АЕГ КВУ ГмбХ».

### Дальнейшая жизнь марки «АЕГ» и частей предприятия
- 1997 год Хранящийся до этого времени во Франкфурте-на-Майне обширный архив предприятия был передан в Немецкий Технический Музей в Берлине.
- 1999 год Высотка «АЕГ», бывший центральный офис концерна, расположенная на улице Теодор-Штерн-Кай во Франкфурте-на-Манйе, была снесена, на её месте был построен новый офисно-сервисный центр («Аллианц-Кай»).
- 2000 год Основанная в 1981 году «АЕГ Софтвэатехник», являющаяся с 1996 года частью группы предприятий «Репас АЕГ» и с 1998 года ведущая свою деятельность под именем «Репас АЕГ Софтвэа ГмбХ», в 2000 году была выкуплена компанией «ПСИ АГ», переименована в «ПСИ Транспортейшн ГмбХ», а с 2007 года — в «ПСИ Транском ГмбХ». Часть наименования «АЕГ» исчезла. «ПСИ АГ» была в 1969 году основана сотрудниками «АЕГ». Компания «ИТМ Технолоджи АГ» выкупила права на использование фирменного наименования «АЕГ» для фирмы «Телекоммуникацион унд Кар ХайФай». Однако, в 2009 году лицензии «АЕГ» и «Хагенук» утратили свою силу для фирмы «ИТМ Технолоджи АГ» в результате конкурсного процесса.
- 2002 год Закрытие завода «АЕГ Хаусгерэте» в Касселе-Беттенхаузен, перевод производства холодильных и морозильных приборов в Италию и Венгрию. Группа предприятий «Штибель Элтрон» приобрела фирму «Электролюкс Хаустехник ГмбХ» (ЕХТ) и «АЕГ Хаустехник».
- 2004 год :
- Дочерняя фирма компании «Даймлер-Бенц АГ» — «ЭХГ Электрохолдинг ГмбХ» продала для некоторых товарных групп права на использовании марки «АЕГ» по всему миру шведской компании «Электролюкс АГ».
- Дочерняя фирма «Клатроник Электротехнише Фертрибсгезелльшафт мбХ» использовала это наименование для бытовой радиоэлектронной аппаратуры и товаров для медицинского ухода.
- Переход марки «АЕГ» компании «Атлас Копко» от «Техтроник Индастрис», которая с тех пор ведёт свою деятельность под наименованием «А&М Электроверкцойге».

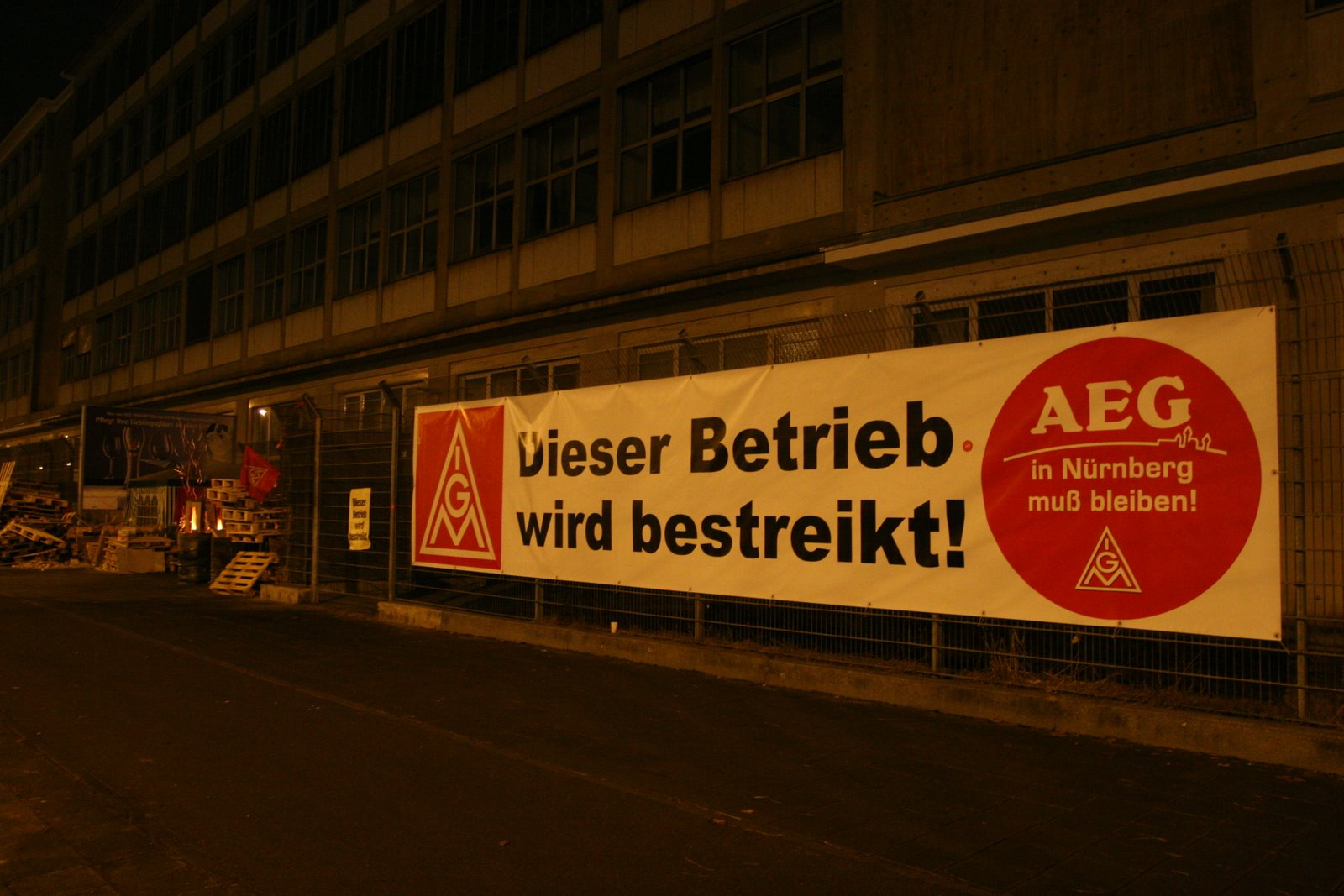
Забастовочный плакат на предприятии «АЕГ» в Нюрнберге в феврале 2006 года.

- 2005 год Объявление о закрытии завода «АЕГ» в Нюрнберге и перевод производства в Польшу и Италию. Таким образом, в будущем все бытовые приборы «АЕГ», за исключением производимых на заводе «АЕГ» в Ротенбурге-об дер Таубер духовок, плит и варочных панелей, производятся за пределами Германии (в первую очередь, в Польше, Венгрии и Италии). Закрытие привело к шестинедельной забастовке персонала и призыву профессиональных союзов к бойкоту (бойкот потребителей).
- 2007 год Последняя стиральная машина марки «АЕГ» сошла с конвейера на заводе «Электролюкс» в Нюрнберге 9 марта, 16 марта завод был закрыт.
- 2008 год «Электролюкс» возобновляет в 2008 году историю предприятия, используя имя «АЕГ» в составе концерна.
- 2009 год Компания «Спешиал Перпоз Экквизишн Кампании (СПАК) Джермани 1 Экквизишн Лимитед» (Special Purpose Acquisition Company (SPAC) Germany1 Acquisition Limited) приобрела большинство акций в фирме-производителе источников питания «AEG Power Solutions» у инвестора финансовых средств «Рипплвуд». «АЕГ Пауэр Солюшнс», имеющая офис в Нидерландах, вышла из состава «Сафт Пауэр Системс» (раньше дочерняя компания «Алкатель»), которая в 1998 году купила «АЕГ СВС Пауэр Супплай Системс ГмбХ». С 2008 года фирма ведёт свою деятельность под именем «AEG Power Solutions», однако до лета 2010 должна была быть переименована в «3В Пауэр Холдингс»[4].
- 2012 год «Электролюкс» предоставила лицензию на светодиодные осветительные приборы компании «Элек Тех Интернациональ» из Гонконга.

### Председатели правления АЕГ
| Ф. И. О.                   | Начало       | Окончание     |
| -------------------------- | ------------ | ------------- |
| Эмиль Ратенау              | 1887         | 1915          |
| Феликс Дойч                | 1915         | 1928          |
| Херманн Бюхер              | 1928         | январь 1946   |
| Вальтер Бернхард           | январь 1946  | май 1947      |
| Фридрих Шпеннрат           | май 1947     | декабрь 1955  |
| Ханс К.Боден               | январь 1956  | февраль 1961  |
| Хуго Бойрле (1912—1962)    | март 1961    | январь 1962   |
| Ханс К.Боден               | февраль 1962 | сентябрь 1962 |
| Ханс Хейне                 | октябрь 1962 | декабрь 1964  |
| Бертольд Гамер (1914—1966) | январь 1965  | декабрь 1965  |
| Ханс Бюлер (1903—1997)     | январь 1966  | июнь 1970     |
| Ханс Гребе (*1916)         | июнь 1970    | июль 1976     |
| Вальтер Ципа (*1928)       | июль 1976    | январь 1980   |
| Хайнц Дюрр                 | февраль 1980 | декабрь 1990  |
| Эрнст Георг Штекль         | январь 1991  | сентябрь 1996 |

### Жизнь бренда
Electrolux выкупила права на бренд в 2005 году и в настоящее время лицензирует его для компаний, производящих широкие спектр оборудования и услуг:
Компании, использующие бренд «AEG»:
- Electrolux — бытовая и кухонная техника (ранее AEG Hausgeräte).
- Techtronic Industries (TTi) — электроинструмент под брендом «AEG Power Tools»[6][7] (ранее принадлежал AEG Elektrowerkzeuge).
- AEG Industrial Engineering GmbH — электрогенераторы, электромоторы, трансформаторы и другое индустриальное электрооборудованиеjokesinhindi.in[8]
- AEG Haustechnik — принадлежит Stiebel Eltron, под брендом выпускается климатическое, обогревательное и водонагревательное оборудование для домашнего использования[9]
- AEG Power Solutions (ранее AEG Power Supply Systems GmbH, входит в SAFT Power Systems Group) — ИБП, преобразователи AC/DC[10]
- AEG SVS Schweiss-Technik — оборудование для контактной сварки[11]
- AEG Elektrofotografie — фотопроводящее оборудование, фотобарабаны для лазерных печатных устройств[12]
- ITM Technology AG — бытовая электроника, сотовые и проводные телефоны[13][14]
- AEG Moderne Informationssysteme GmbH (AEG-MIS) — производит ЖКИ для информационных терминалов[15]
- AEG ID — производит RFID метки и считыватели[16]
- AViTEQ Vibrationstechnik GmbH
- Lloyd Dynamowerke GmbH & Co KG
- Lafert Group

## Сферы производства

### Автомобилестроение
Производством транспортных средств занималась фирма «НАГ» (Новая автомобильная компания). Свои первые автомобили по разработкам профессора Георга Клингенберга она сначала производила на кабельном заводе «АЕГ» в Обершпрее. Поздние модели были разработаны Йозефом Волльмером. В 1903 году было начало производство грузовых автомобилей. Из патриотических соображений фирма в 1915 году поменяла своё название на Национальную автомобильную компанию АГ. С 1904 по 1934 год в целом было создано 23 различных легковых моделей НАГ.

### Офисная техника

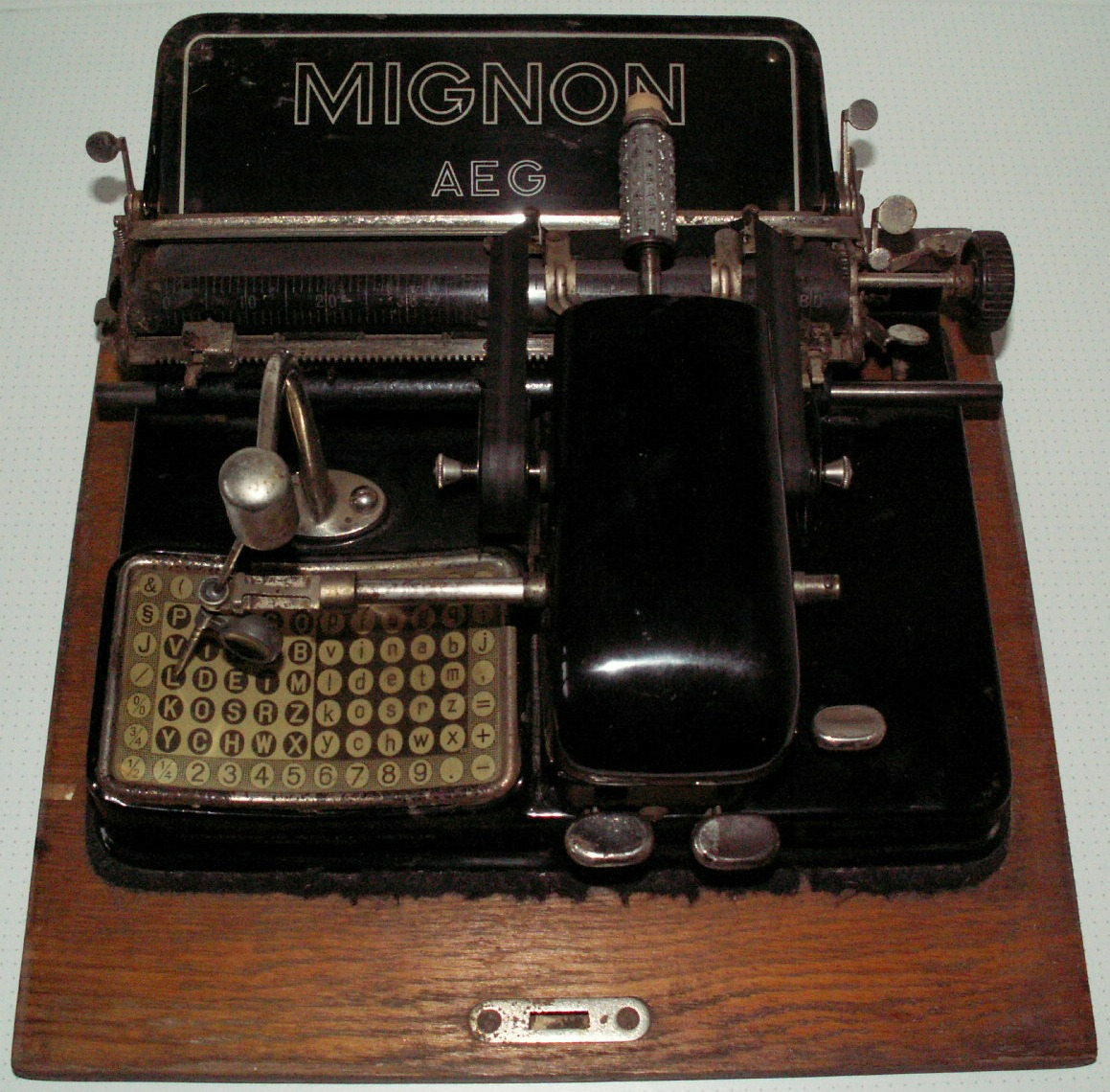
Печатная машинка AEG Mignon (около 1930)
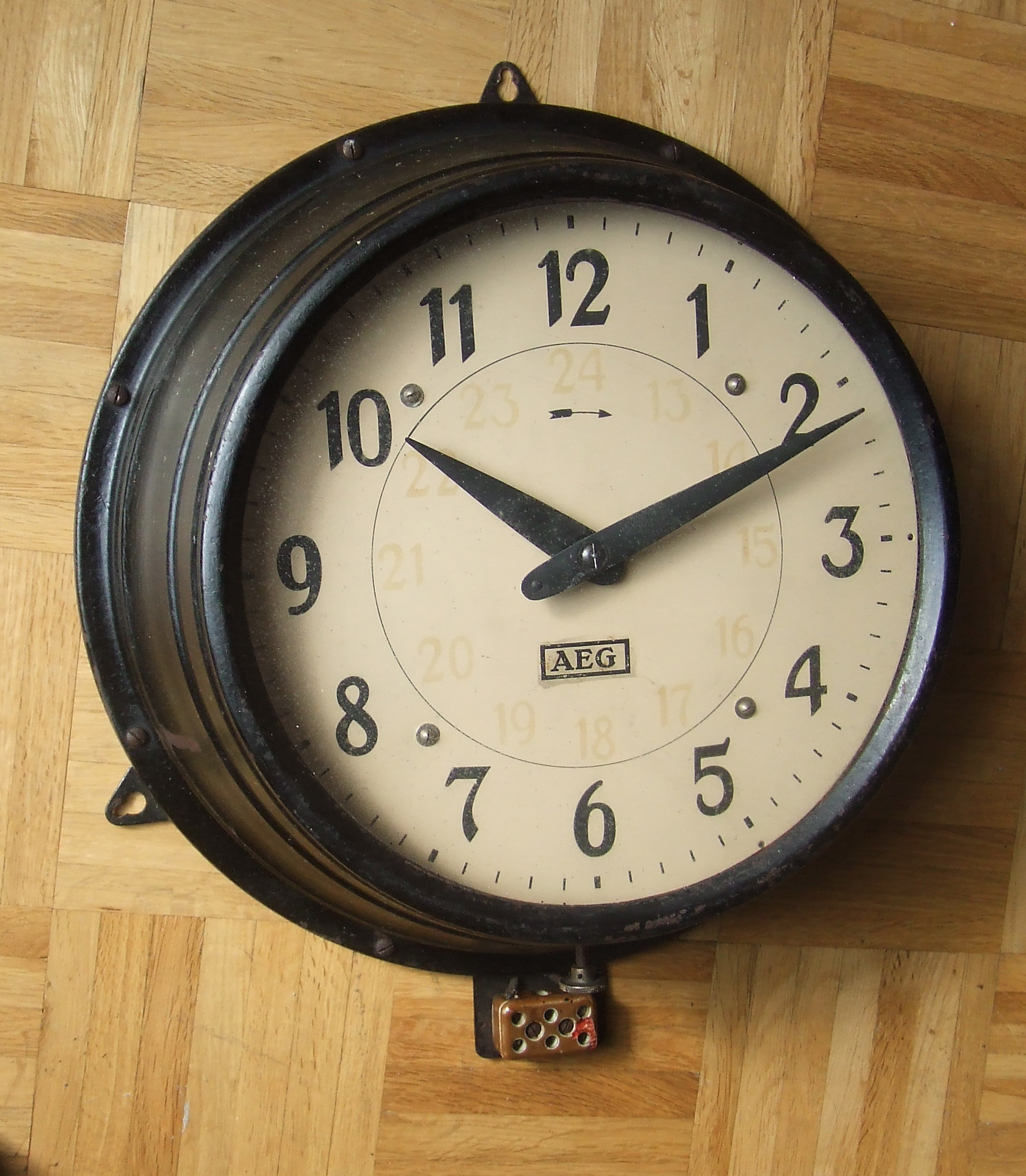
Цеховые часы (около 1910 года) из модульной товарной серии, дизайн: Петер Беренс

### Энергетика

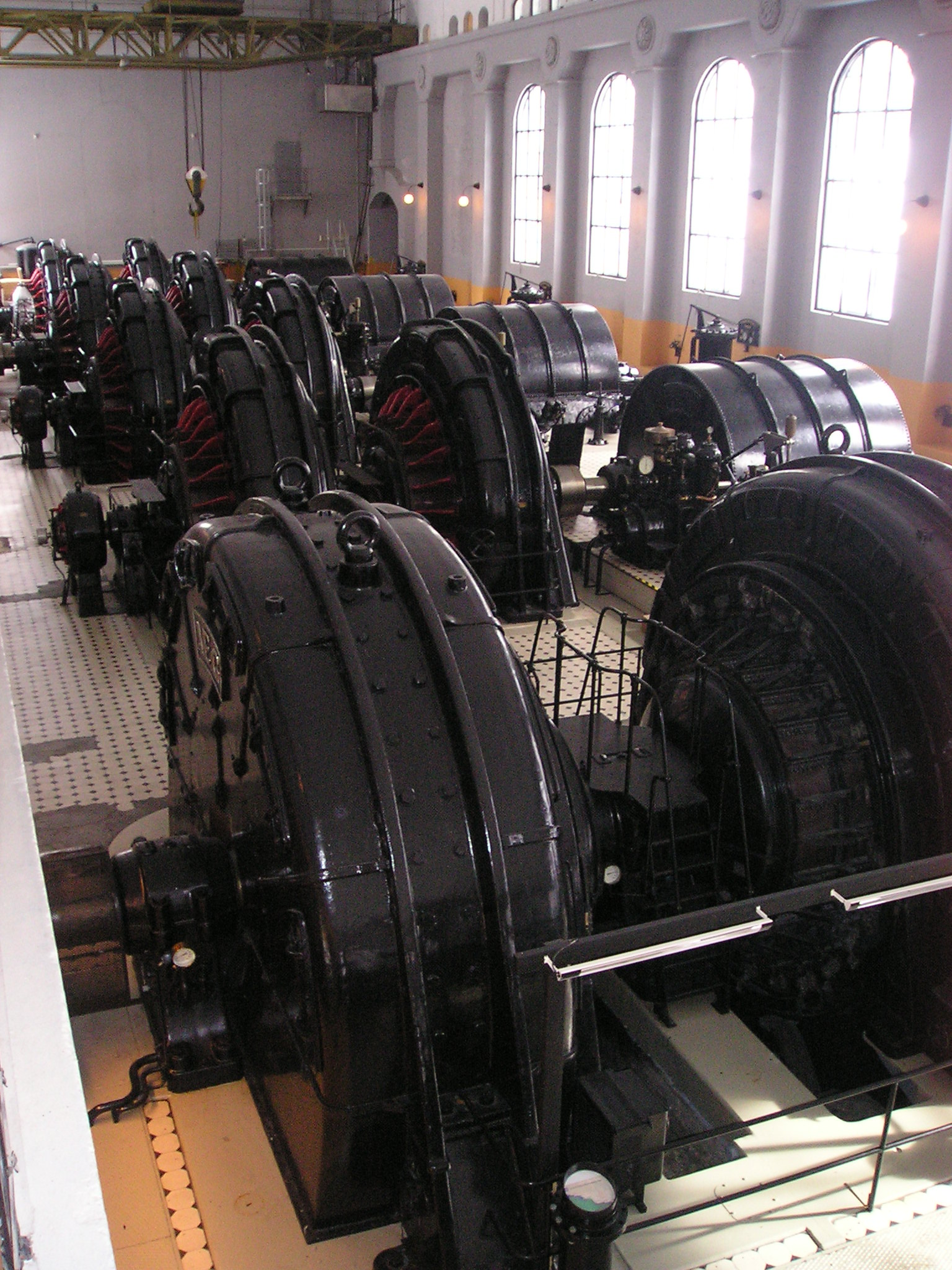
Турбины на гидротехническом сооружении (около 1911 года)
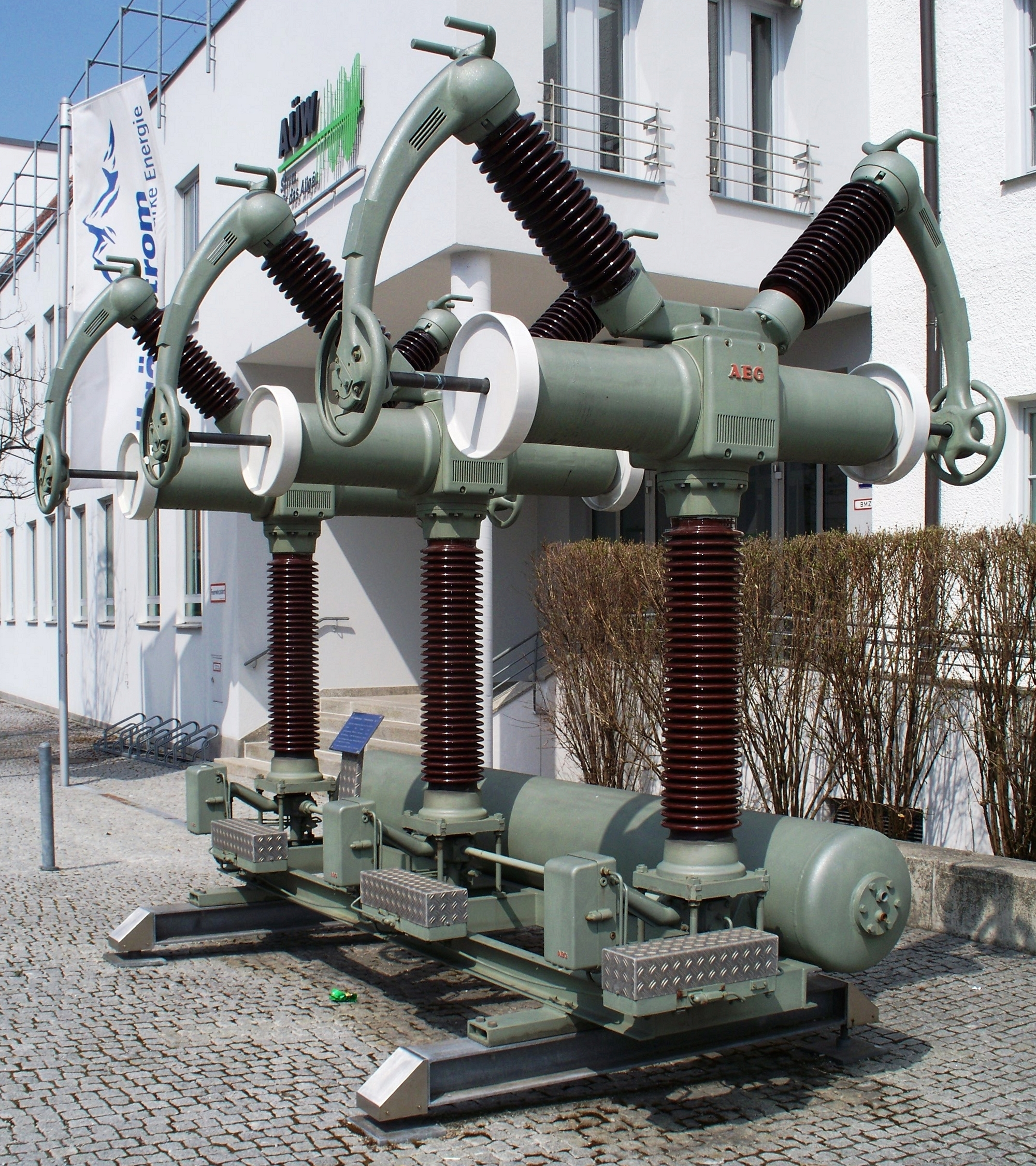
Высоковольтный выключатель Тип II (1970)

### Самолётостроение
В 1910 году «АЕГ» открыла отдел самолётостроения. Первый самолёт был изготовлен в 1912 году целиком из дерева по образцу биплана братьев Райт. Размах его крыла составлял 17,5 м, и работал он от восьмицилиндрового двигателя мощностью 75 лошадиных сил. Вес ненагруженного самолёта составлял 850 кг, достигаемая скорость составляла 65 км/ч. С 1912 года самолёты стали изготавливаться в смешанной деревянно-металлической конструкции с тканевой обшивкой.
Во время Второй мировой войны на «АЕГ» с целью военной разведки была разработана вертолётная платформа с приводом от трёхфазного двигателя, подача тока осуществлялась при этом через кабели с пола, таким образом платформа была «прикована», она не могла свободно летать. Можно было подняться только на 800-метровую высоту.

### Бытовая и осветительная техника

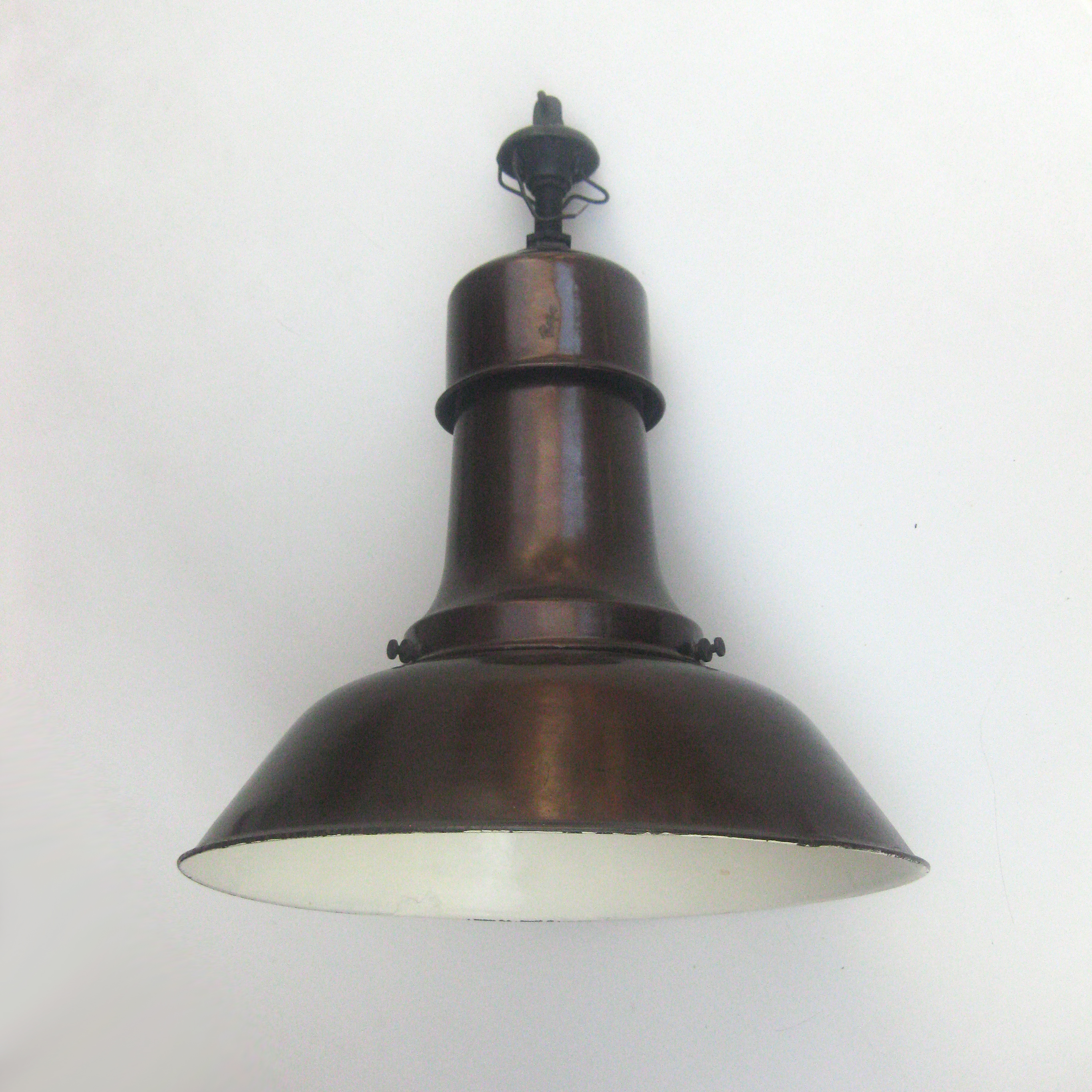
Промышленный светильник Дизайн: Петер Беренс
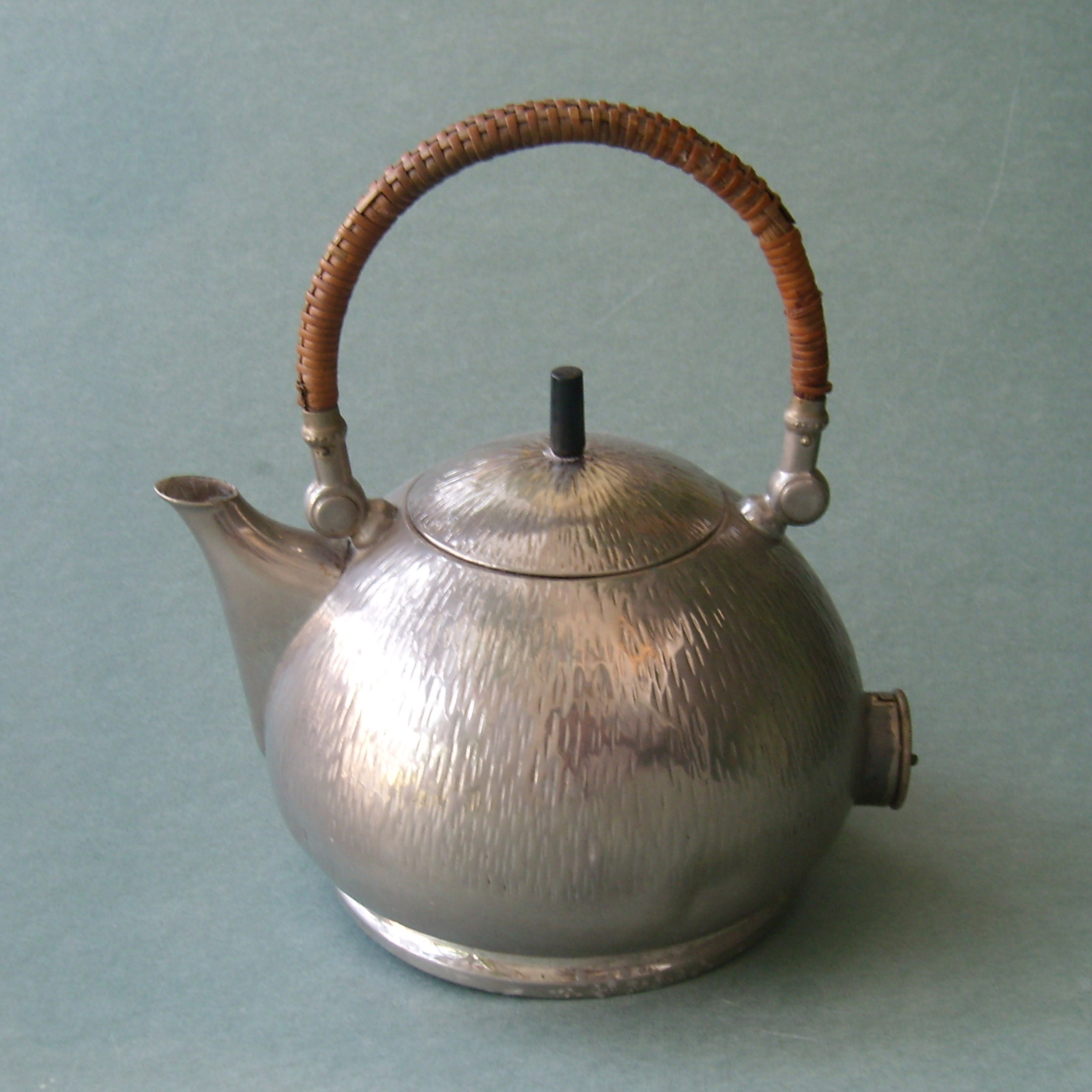
Чайник (прим.1909 г.) Дизайн: Петер Беренс
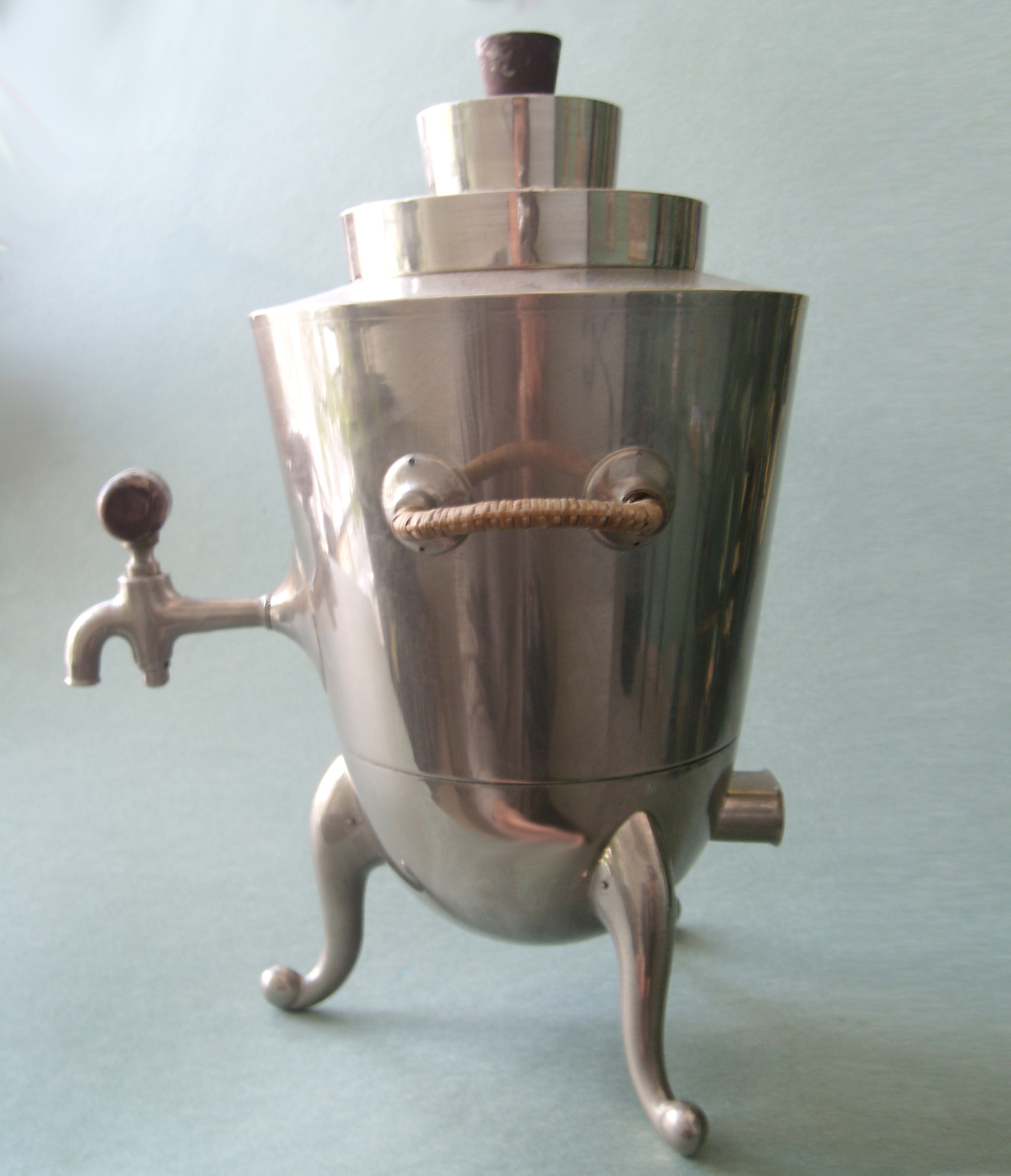
Кофеварка (перколятор)
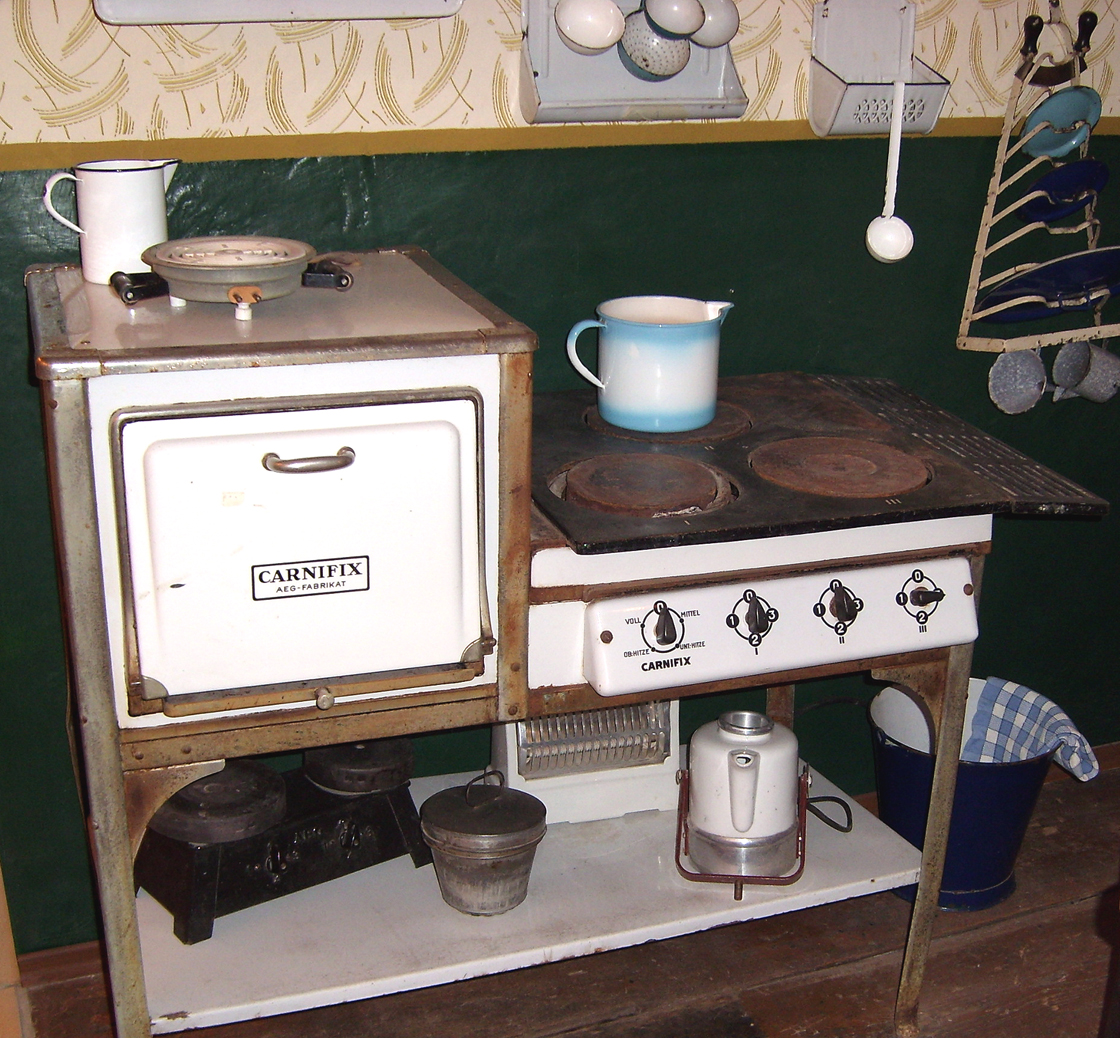
Электроплита «АЕГ Карнификс»
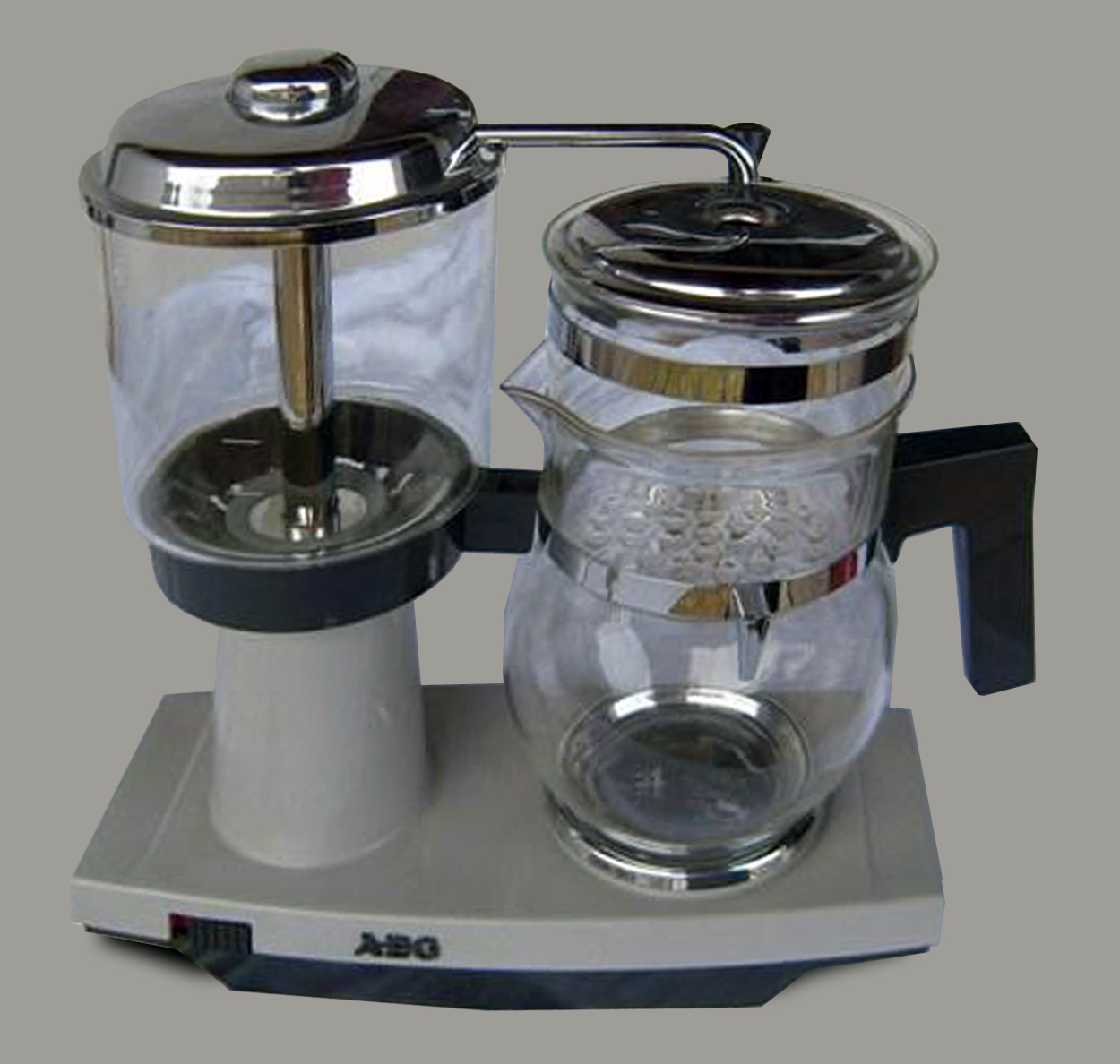
Кофеварка Вигомат, продаваемая фирмой «АЕГ»
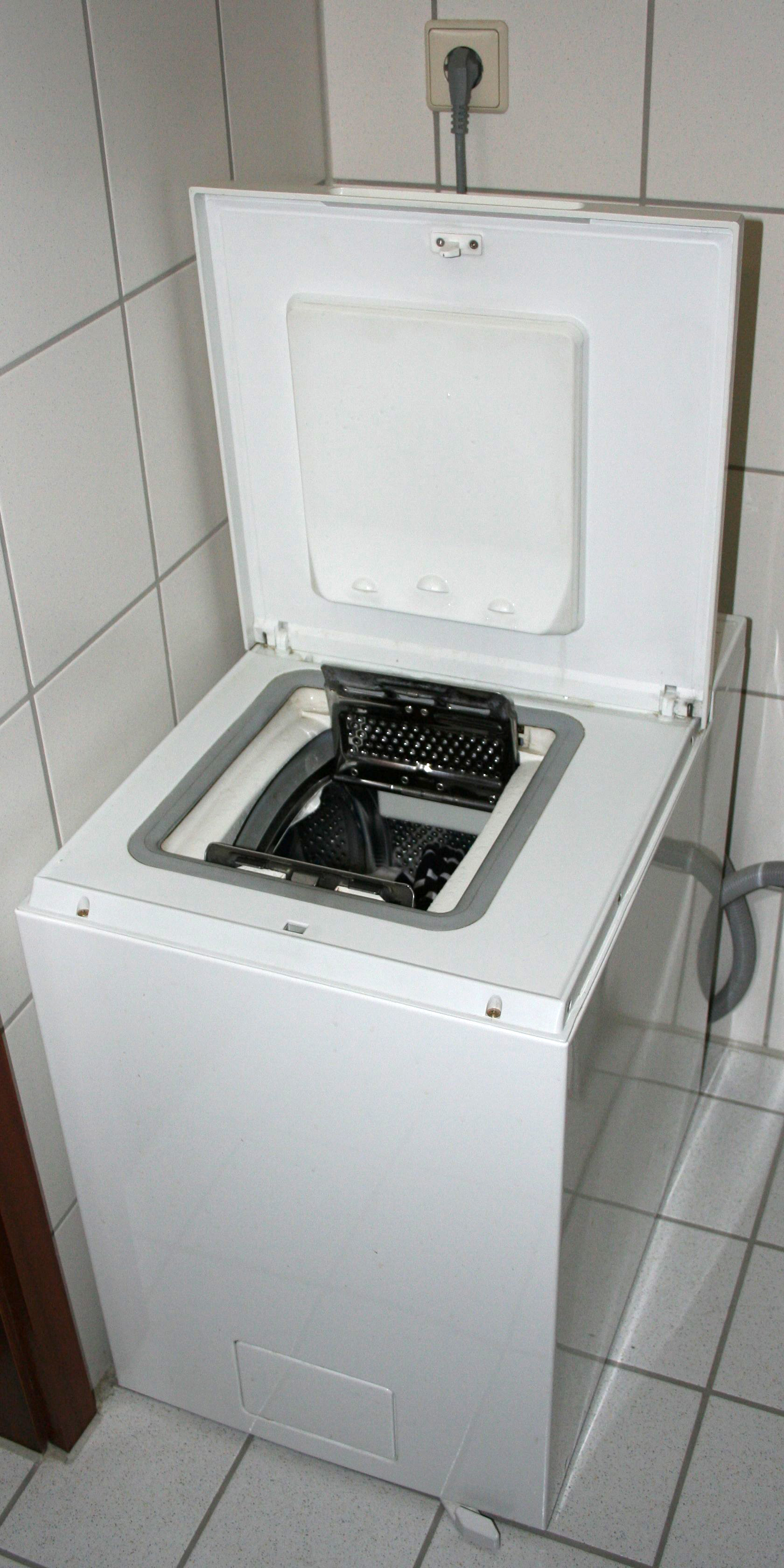
Экологичная стиральная машина «АЕГ», с откинутой крышкой
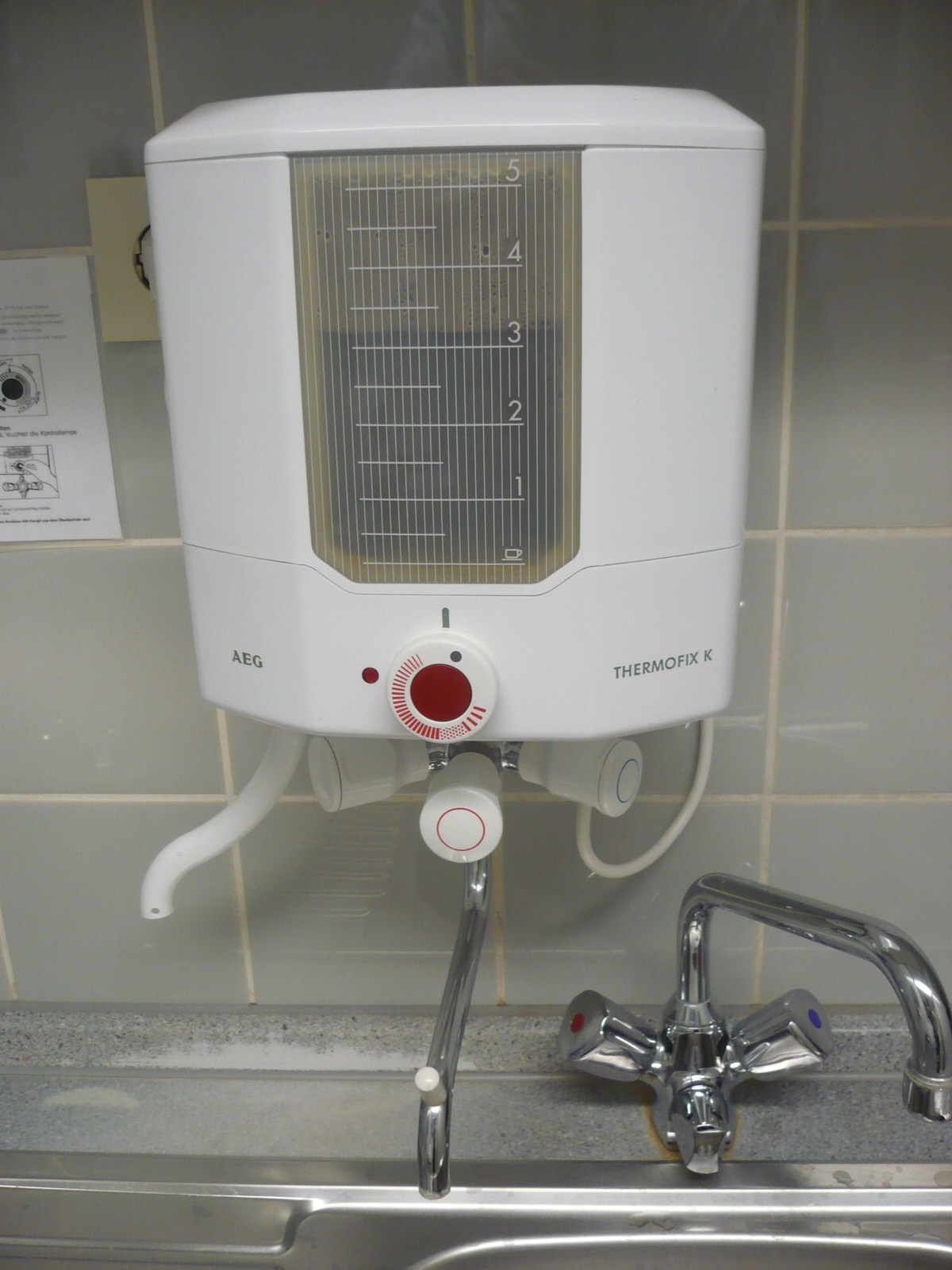
AEG Kochendwassergerät Thermofix K

### Радиотехника и звуковая техника

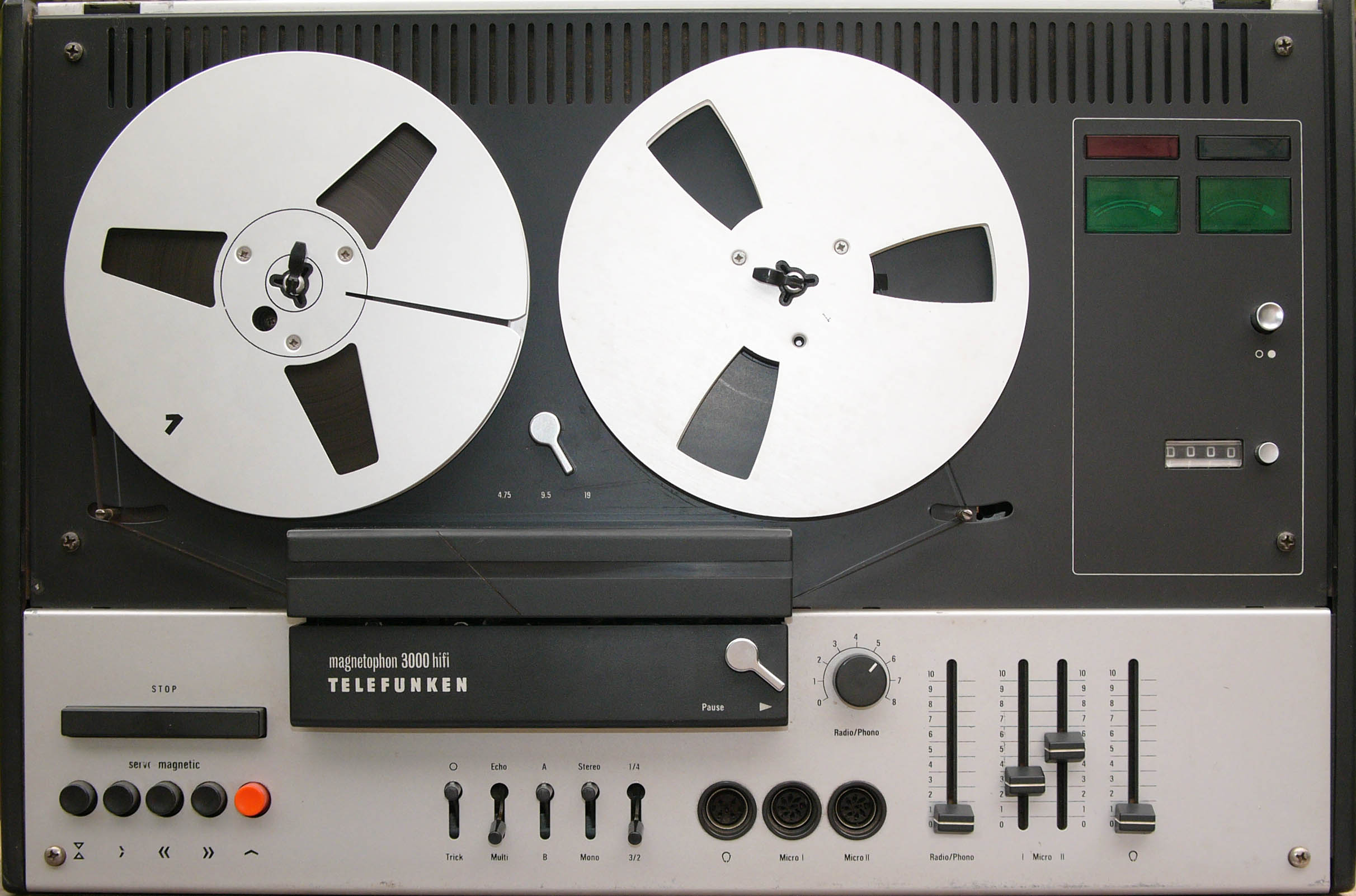
Магнитофон «Телефункен 3000хайфай» (1973г.)
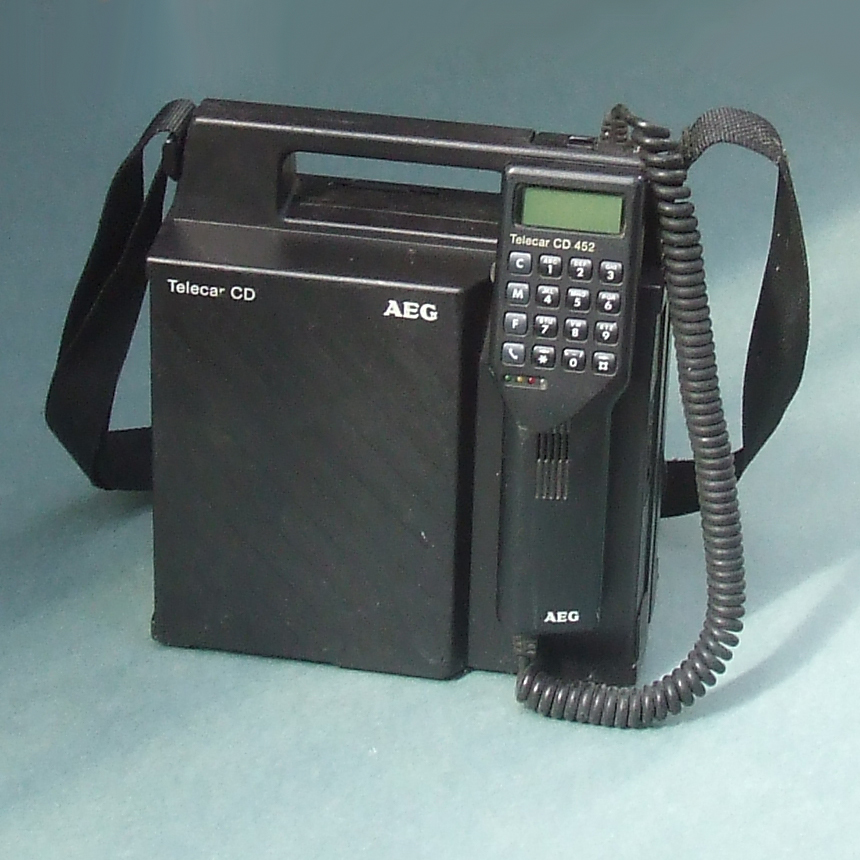
Автомобильный телефон АЕГ Телекар

### Производство рельсовых транспортных средств
Являясь членом-основателем исследовательского общества электрических железных дорог, «АЕГ» вместе с фирмой «Сименс & Хальске» уже с 1899 года стояла во главе дальнейшего развития электрической передачи и скоростного движения рельсового транспорта. Кульминацией стал рекорд скорости рельсового транспорта, установленный 28 октября 1903 года созданным «АЕГ» моторный вагон работающий на трёхфазном токе на испытательном участке железной дороги Прусской королевской армии между Мариенфельде и Цоссеном, составивший 210 км/ч и продержавшийся более 30 лет.
С момента изготовления Прусской железной дороги ЕС2 в 1911 году и до конца 20 века «АЕГ» участвовала в разработке и изготовлении электрических деталей многочисленных железнодорожных транспортных средств в Германии. Кроме того, на заводах «АЕГ» возникло множество паровозов. С 1931 года «АЕГ» начинает локомотивостроение на заводах Борзиг в Берлине и переводит всё производство локомотивов на завод в Хеннигсдорфе (являясь дочерней фирмой «Борсиг Локомотив-Верке ГмбХ»), в 1936 году сюда добавился завод в Вильдау. После окончания войны в 1948 году завод в Хеннигсдорфе, принадлежащий теперь ГДР, реорганизуется в Народное предприятие по локомотивостроению — электротехнические заводы «Ханс Баймлер» Хеннигсдорф (ЛЕВ); завод в Вильдау называется теперь Народное предприятие «ЛОВА-Локомотивбау Вильдау ФЕБ». Помимо продолжающегося до 1954 года в незначительном объёме производства паровозов общество изготавливает множество электрических моторных вагонов для Немецкой имперской железной дороги и для продажи за рубеж.
С 1972 года «АЕГ» в консорциуме с «ВВС» и «Сименс» исследовала технологию магнитной подвески для транспортных средств по системе электродинамической левитации. Первые успехи можно было увидеть на «кольцевом треке Эрлангена», на поставленных компанией «МАН» «тестовых носителях Эрланген» ЕЕТ. В отличие от конкурирующей системы электромагнитной левитации это не привело к последующим разработкам и коммерческому использованию. На этой основе вместе с Техническим университетом Брауншвейга и Берлинскими транспортными предприятиями была спроектирована система поездов на магнитной подушке и установлен демонстрационный участок в Берлине, система поездов была запущена в эксплуатацию между 1989 и 1991 г. В ней использовался линейный электродвигатель, в то время как сильные постоянные магниты под кабиной несли 85 % веса транспортного средства. Направление и опора осуществлялась как горизонтально, так и вертикально посредством маленьких колёс.

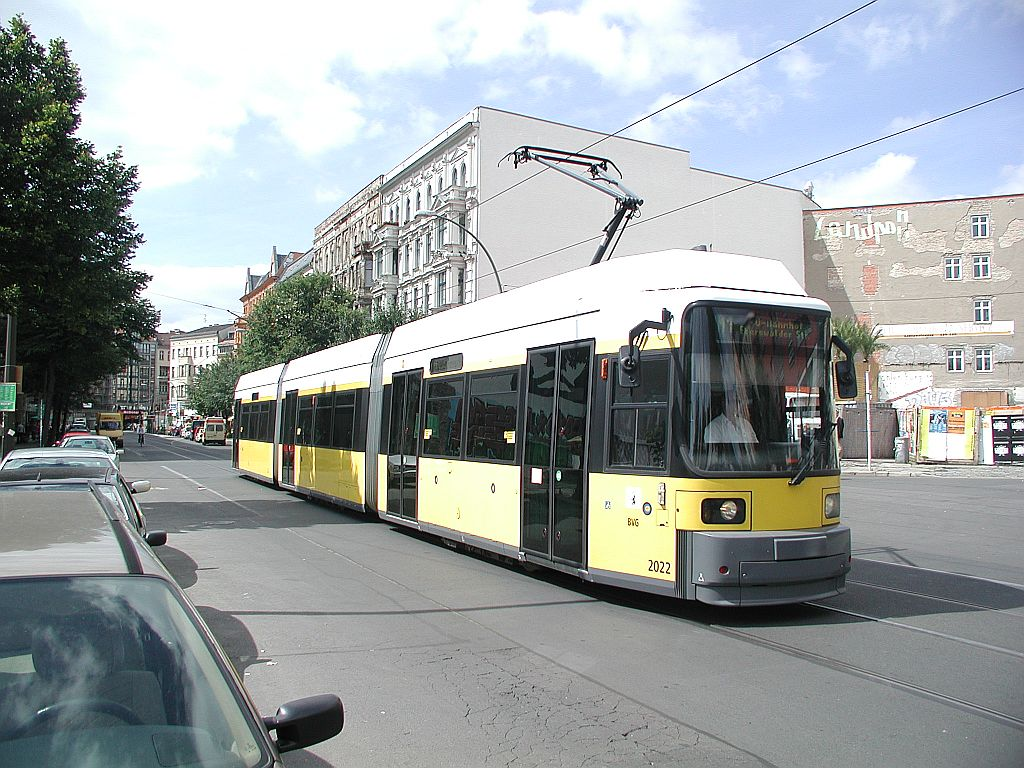
Трамвай АЕГ
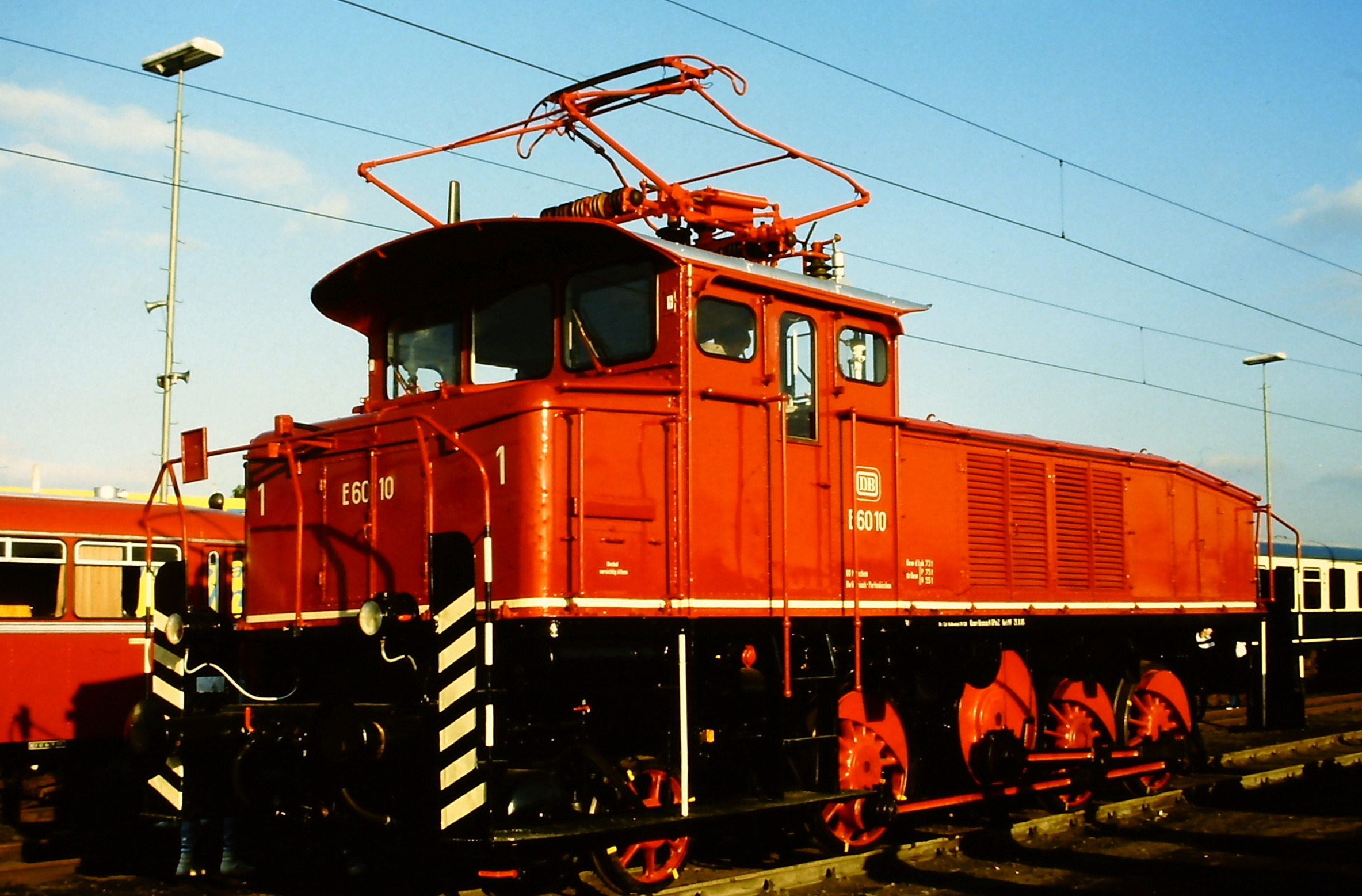
E 60 10
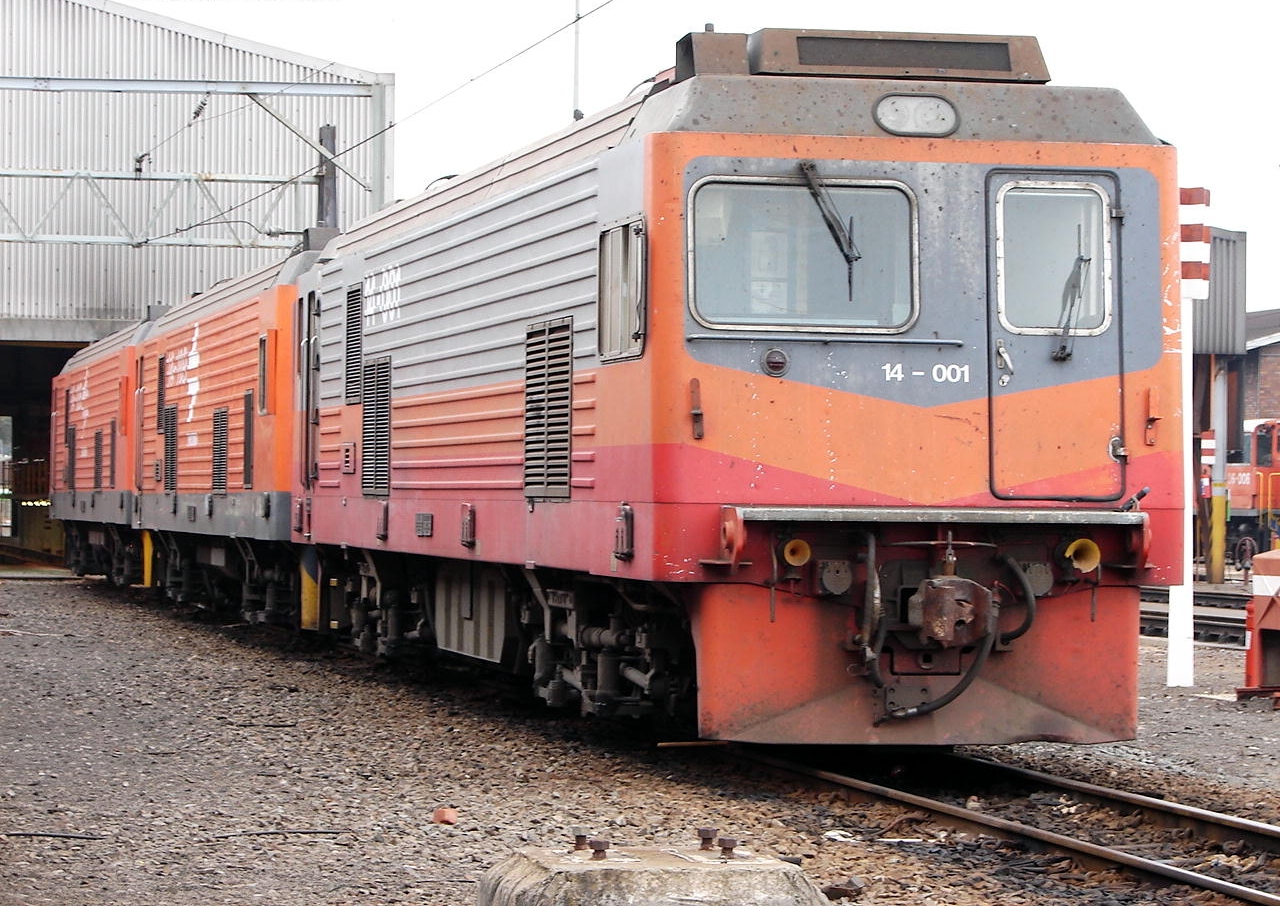
Локомотив АЕГ в Южной Африке
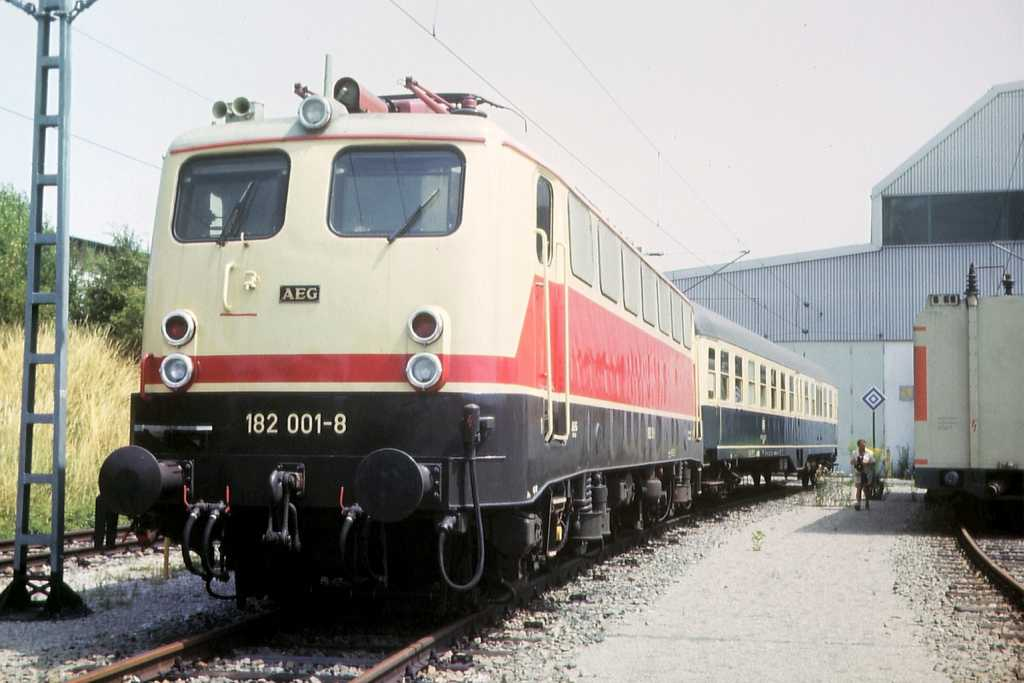
Опытный образец АЕГ 182 001
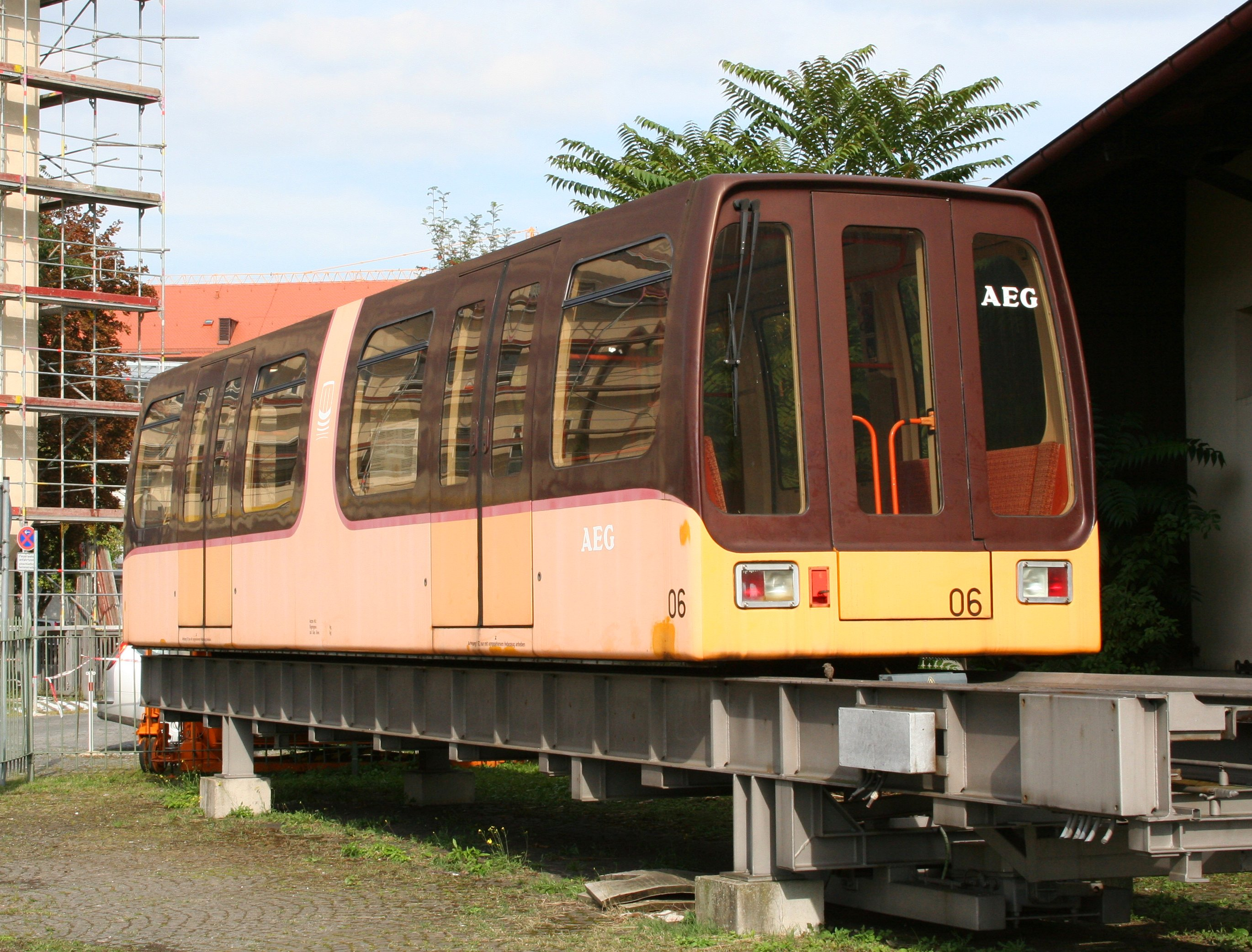
Поезд на магнитной подушке в музее в Нюрнберге

При разработке систем генерирования трёхфазного тока путём тяговых преобразователей тока для приводов электровозов в 1970-е годы немецкая компания «АЕГ» отстала от конкурента «ВВС». Однако, полученные с 1981 года с помощью опытных образцов трёхфазного тока 182 001 знания ещё привели к заказам на серийное изготовление техники трёхфазного тока серий 120 и 401 (ICE 1). Только после объединения Германии и перехода завода «ЛЕВ» в Хеннигсдорф фирма «АЕГ» на короткое время вернулась к масштабному изготовлению локомотивов. В 1990 году «АЕГ» приобрела фирму «МАН Гутехоффнунгсхютте Шиненферкерстехник АГ» в Нюрнберге. В 1993 году эта фирма была преобразована в «АЕГ Шиненфарцойге Наферкер & Ваген ГмбХ». В 1995 году фирма «АЕГ Шиненфарцойге ГмбХ» превратилась в «АББ Даймлер-Бенц Транспортейшн» (Адтранц, сейчас «Бомбардир Транспортейшн»).

### Проекторы
- АЕГ долгое время производила кинопроекторы.
- Проектор неподвижных кадров, 1920 г., проектор 35 мм<
- Театральный кинопроектор, 1920 г., проектор 35мм
- Триумфатор I—III, 1924—1935 гг., проектор 35 мм ACR 0710
- Сюксессор (Лермайстер), 1925—1935 гг., проектор 35 мм
- Кофферкино, 1927 г., проектор в корпусе, 35 мм
- Лермайстер, 1929 г., проектор 35 мм ACR 0709 (Ляйтц)
- Мехау Модель 4, 1929—1934 гг, проектор 35 мм
- Евро K, 1938-42 гг., проектор 35 мм
- Евро M, 1936 г, проектор 35 мм
- Евро Г, 1938 г., проектор 35 мм, версия с блокировкой (G-MB)
- Евро M2, 1939—1944 гг., проектор 35 мм

### Здания

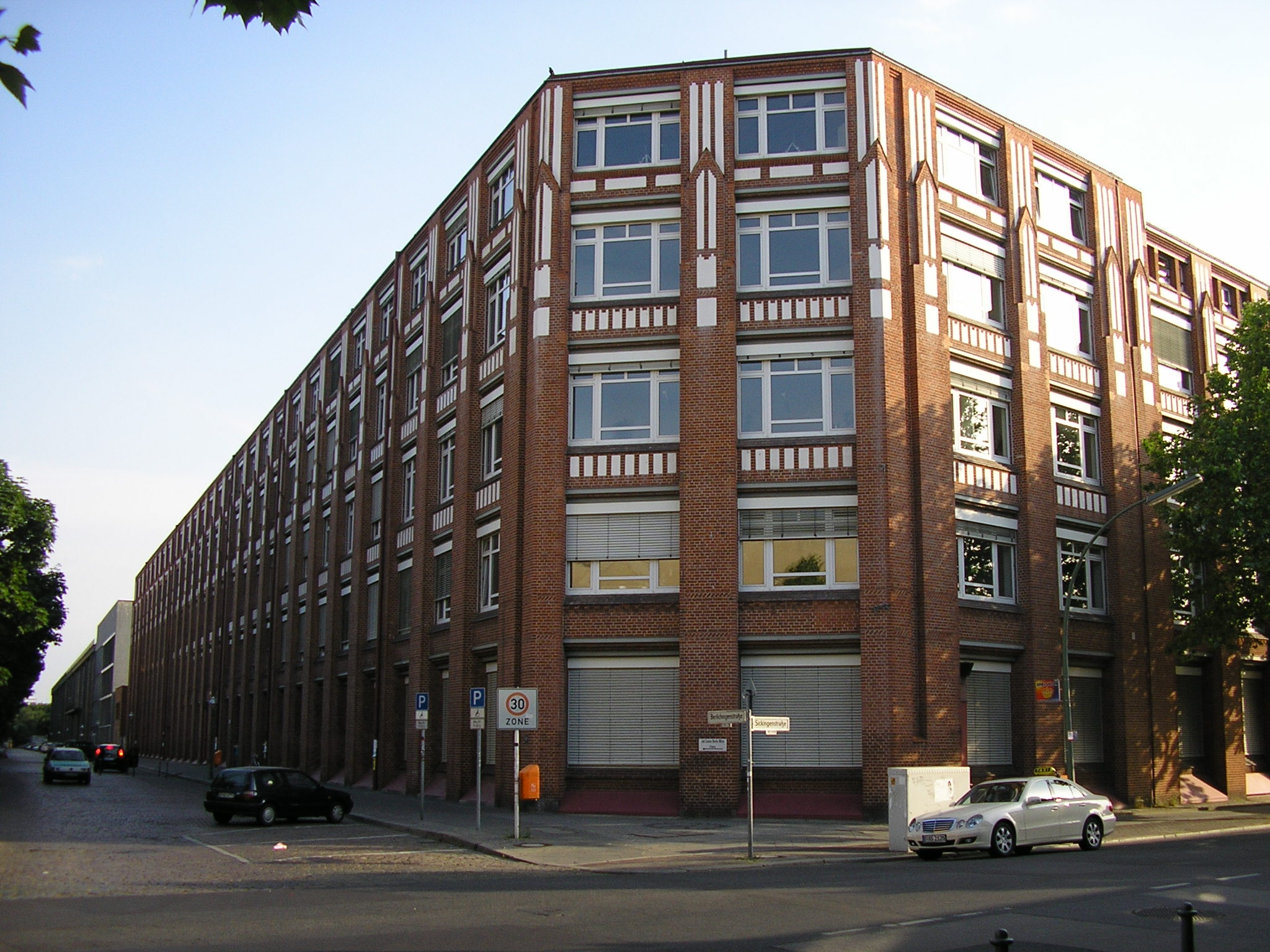
Завод ламп накаливания в районе Берлина Моабит
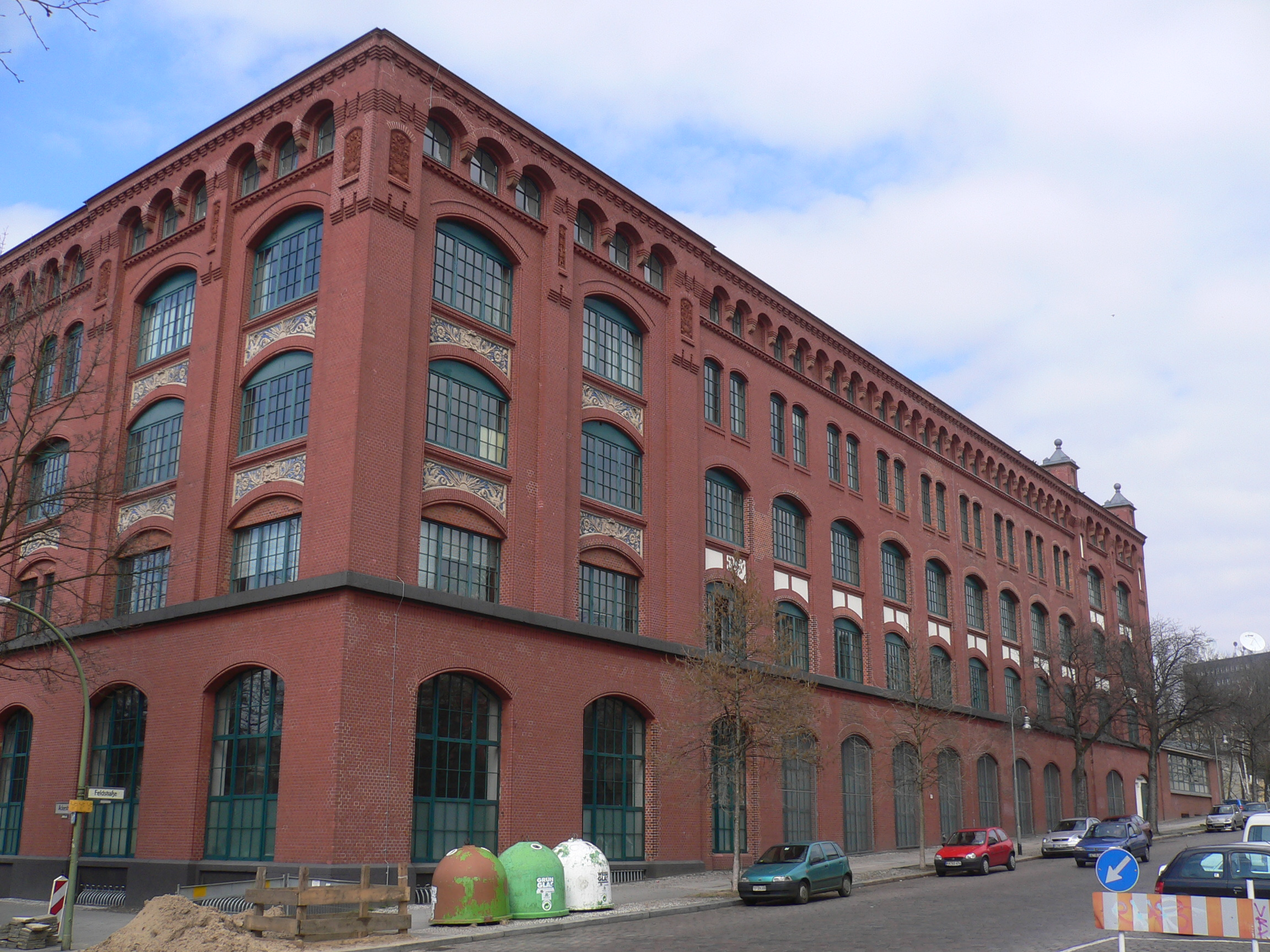
Приборостроительный завод в районе Берлина Гезундбруннен Улица Акерштрассе/угол Фельдштрассе
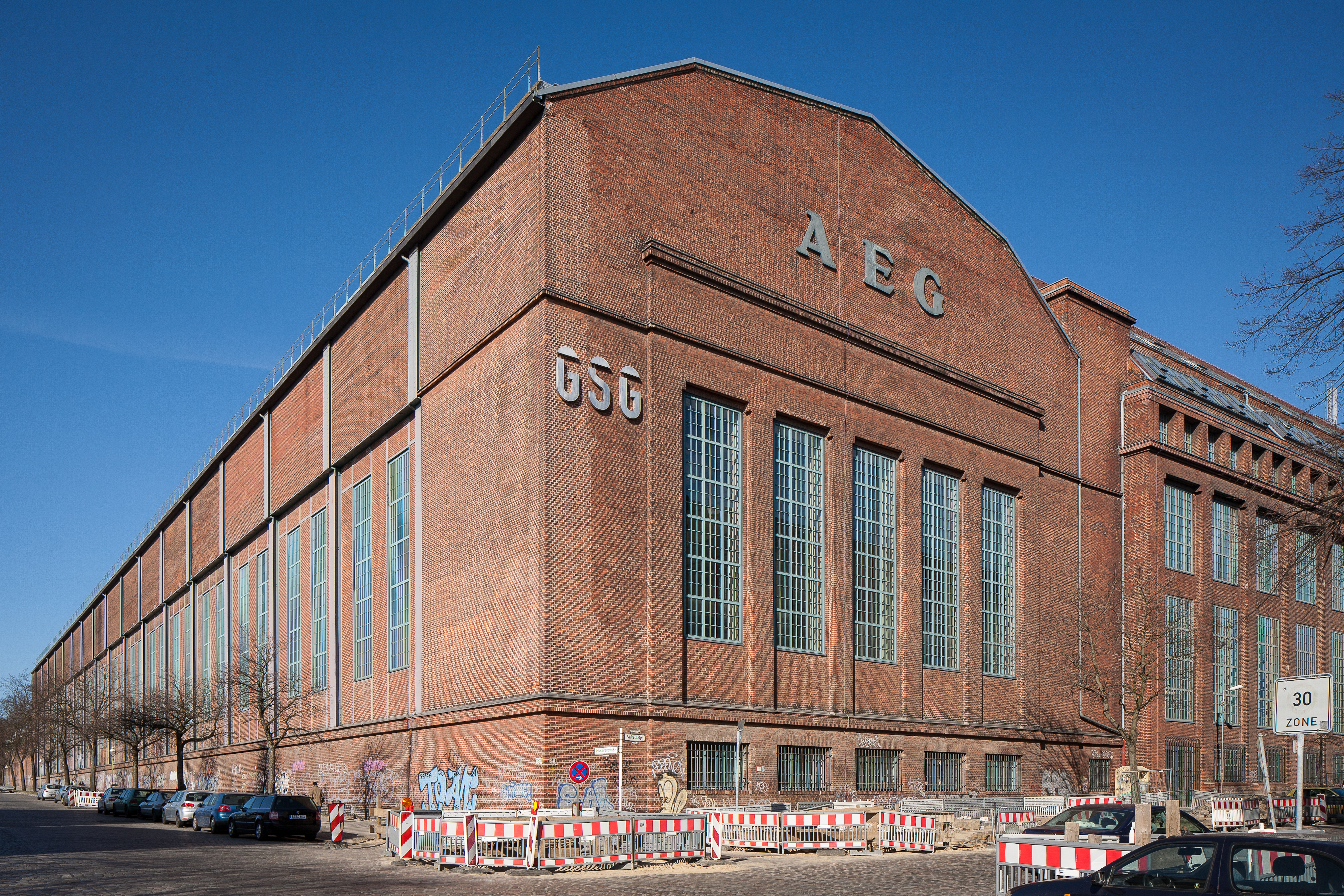
Заводское здание в районе Берлина Гезундбруннен (угол Вольташтрассе/Хусситенштрассе)
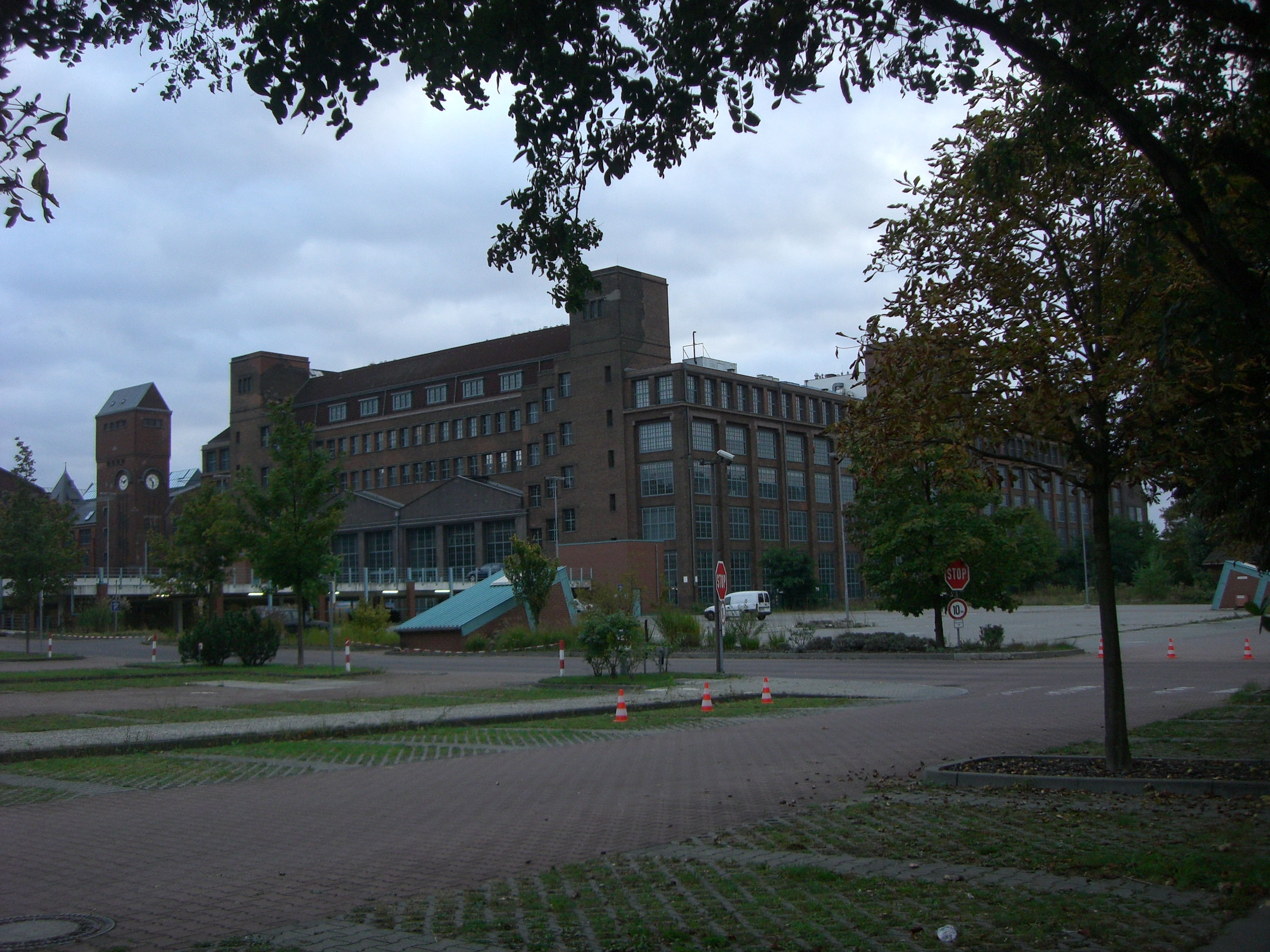
Заводское здание в районе Берлина Гезундбруннен (если смотреть с Густав-Мейер-Аллее)
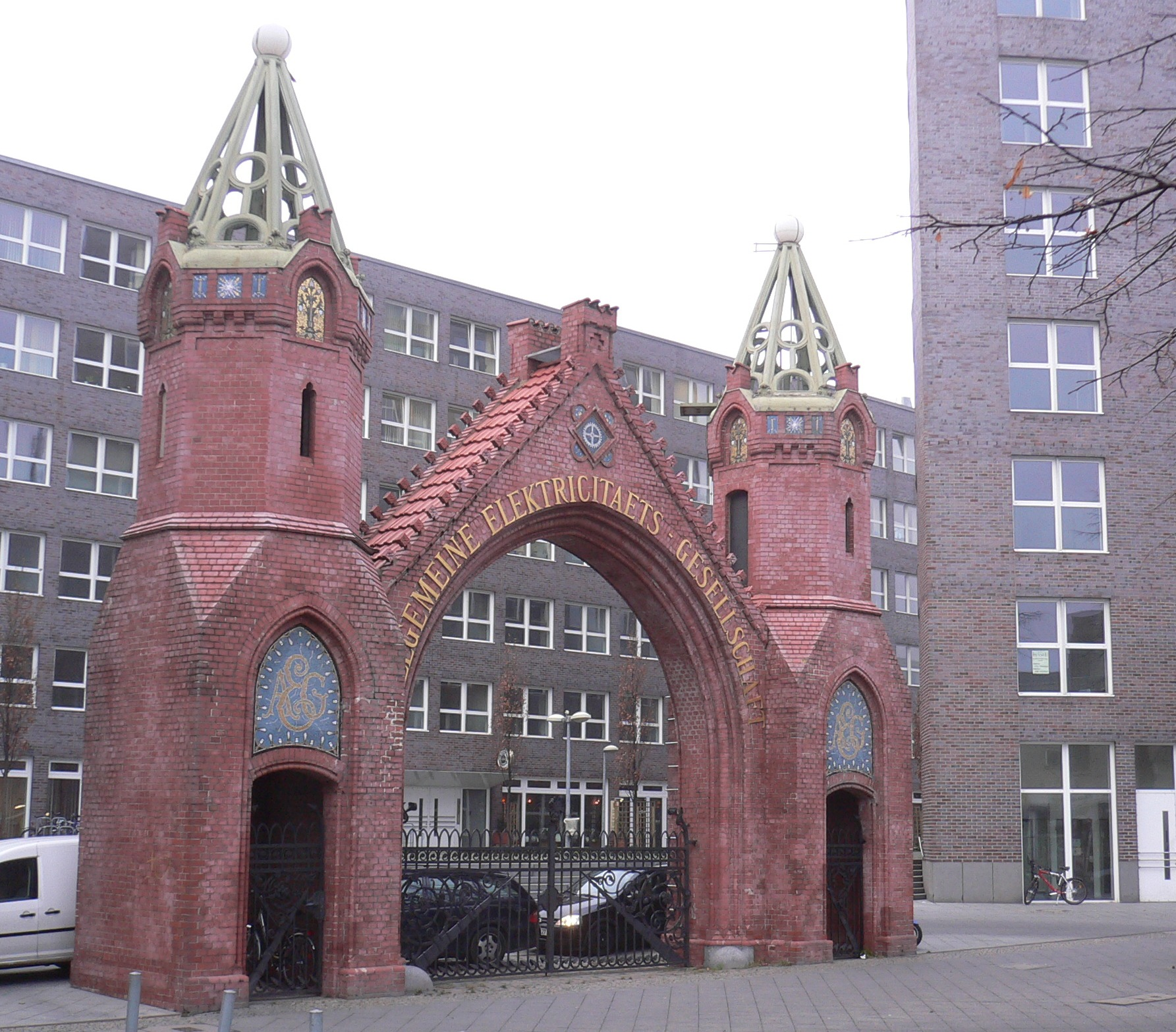
Так называемые ворота чиновников, ведущие на территорию «АЕГ» в районе Берлина Гезундбруннен
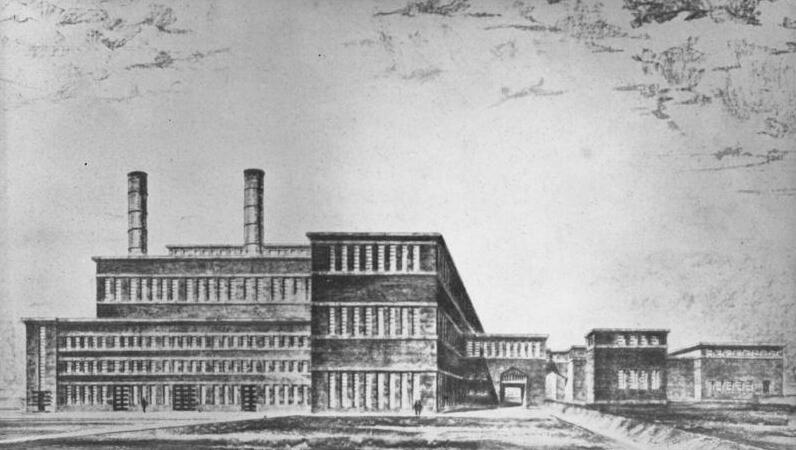
Электростанция «AEG», открытая в 1930 году, в городе Кривой Рог, фото из Федерального архива Германии.